# 多数欠
『多数欠』（たすうけつ）は宮川大河による漫画作品。Webマンガサイト『GANMA!』にて毎週金曜日更新で週刊連載中。

## あらすじ

### 第1部
－すべての始まり－
ある日、突如として全世界に向けて始まった「多数欠」。毎夜、人々が半数以下に死んでいくなか、首謀者の「皇帝」を倒すべく、実篤は仲間たちとともに立ち上がる。謎の特殊能力「特権利」を入手し、その力で皇帝に挑む。

### 第2部 -FINAL KEQ-
－崩壊した世界を守る戦い－
皇帝を倒してから約1ヶ月。崩壊したままの世界に新たな支配者「女王」が出現する。頼音は皇帝と戦った第1部のメンバーと出会い、女王を倒すべく新たな戦いに身を投じていく。

### 第3部 -Judgement Assizes-
－時空を超えた決戦－

#### 第1章『法廷編』
全てがリセットされた「6月5日」から3ヶ月後の9月。虎徹は突如法廷という場所に呼び寄せられた。そこでは、いなくなったはずの皇帝が多数欠を行っていた。第1部・第2部のメンバーともつながり、復活した宿敵との決戦の時が迫る。

#### 第2章『過去の未来編』
「法廷」への召集と帰還を繰り返し戦ってきた実篤率いる「AEF」のメンバーたちだったが、第3皇帝の企みの阻止には力及ばず、敵の大きな作戦を一つ成功させてしまった。そしてAEFを含む千代田区の人々が飛ばされてしまったのは、「過去の未来」の世界だった。

#### 第3章『神編』
「666個の特権利を集め、全ての元凶である『神』を殺す」という御堂の真の目的を知った実篤たちは、御堂たちに協力する代わりに神のいる半物質・半意識の空間である「領域」に自分達も同行することを決める。
限界まで力を解放したマザーによって一同が転移した先は、己の心を反映した謎の空間であった。

## 登場人物
媒体で声優が異なる場合の表示はテレビアニメ版 / アニメ版 / ドラマCD版 / その他の順とする。Web版と単行本版で初登場する部が違うキャラについては、本編に登場した場合のみ単行本版に準ずる。初登場した部では無権者だったが、後の部で特権利を取得したキャラについては、取得部を記載する(保持が判明した部ではない)。作者のTwitterのオマケ8コマのレギュラーメンバーは、担当のマスを記載する。 

### 主要人物
成田実篤（なりた さねあつ）
声 - 上村祐翔、神谷早矢佳（子供） / 中澤まさとも
特権 例外 ｢親権｣
権利 無し
杉並第二高校1年A組
15歳 男
身長：170cm / 体重：61.5kg / 血液型：A型 / 誕生日：9月14日 / 星座：乙女座
第1部、及びシリーズ全体の主人公。文武両道。パソコンだけは苦手で、龍太や一彦からは｢パソコンだけはダメアツ｣と呼ばれる。第1部では、みんなが多数欠で生き残るのに必死になっている中で一人皇帝に立ち向かう道を示し、皆を動かした。須藤から受け取った、多数欠の仕組みや特権利についての見解を駆使して、篠崎の裏切りや皇帝の特権利を暴く。皇帝討伐作戦では最終的に自己犠牲を払いながら、皇帝を撃破した。第2部で、停止権によりまだ生きていることが判明。終盤で停止権が解除されて復活する。第3部では、AEFのリーダーとなり第3皇帝打倒に向けて全体を指揮する。母親を幼いころに交通事故で失ったため父と子二人の父子家庭であるが、父は経営コンサルタントの仕事で海外にいるため，一人暮らし状態である。毎月父から生活費が支給されている。
8コマでは主にツッコミ担当。
藤代紗綾（ふじしろ さあや）
声 - 永瀬アンナ / 雨宮里奈
特権 無し
権利 無し
人工特権 許可属「撤回権」
杉並第二高校1年D組
15→16歳 女
身長：168cm / 体重：56kg / 血液型：AB型 / 誕生日：6月2日 / 星座：双子座
第1部、及びシリーズ全体の正規ヒロイン。杉並第二高校生徒会の一年役員。文武ともに優秀。リーダーシップがあり、第1部序盤では全体を率いる役割を担っていた。皇帝討伐では実篤と共に自分を犠牲にしながらも皇帝を倒す。実篤同様、第2部終盤で共に復活する。第3部では、実篤と共にAEFの司令塔となる。ヒロインのはずであるが2部のほとんどと3部の初期ではなかなか出番がなかったため、単行本おまけマンガやTwitter8コマ漫画などでは、自分の出番とヒロインの座を渇望する芸風を確立している。
ヒロインではあるが8コマのレギュラーメンバーではない。
神臣（じん おみ）
声 - 三上枝織 / 白兎夕季
特権 許可属「拒否権」
権利 許可属「被回答権｣
杉並第二高校1年C組
15歳 男
身長：134cm / 体重：32kg / 血液型：AB型 / 誕生日：3月20日 / 星座：魚座
第1部、及びシリーズ全体の非正規にして真のヒロイン(公式)。東北の方言をベースとした独自の方言（臣弁）を話す。身長が低く、よく小学生に間違えられる。いつも右目下の絆創膏とイヤホンを付けているが、実験により右耳は完全に聞こえなくなり、頬の傷は絆創膏で隠している。収容所Aエリア出身で、準最強の特権である拒否権を持つ。幼少の頃、収容所の被験者にされ、父親の東京への転勤という嘘で両親と共に拉致され、両親を殺された上、特権利を強制取得させられる。第1部では、多数欠の仕組みを逆手に取り大量の人物の蘇生を成功させる。多数欠終了後には出身の青森県へ向かった。拒否権を駆使して尋問や防御などをする役割で、第2部では物語の根幹に関わる情報を入手し、満を持して登場する。理科の未来の夫。
キャラクター人気投票ランキングでは2位の八木橋に300票の差をつけての1位。GANMA!人気投票（2018）では4位にランクイン。
8コマでは主に8コマ目を担当し、あざとく宣伝をしている。

### 第1部
一之瀬龍太（いちのせ りゅうた）
声 - 浦和希、松本沙羅（子供） / 後藤啓介
特権 変象属 ｢融合権｣
権利 無し
杉並第二高校1年A組
15歳 男
実篤の親友。遅刻魔。運動が得意で、陸上部。パーティーの主要アタッカーの一人。多数欠の試運転1日目に死んでしまうが、臣の活躍で蘇生する。その後遭遇した現化獣により左腕を負傷したため、偶然見つけた特権のリスクに選択する。さらに、取得した融合権の効果によって事実上の治癒にも成功する。友を守るための力を手に入れた龍太は、現化獣に追い詰められた実篤を救出し、再会を果たす。皇帝討伐後に臣, 理科と共に東北地方へ修行へ出て、第2部では融合権を使いこなし格段に強くなって帰って来る。
8コマでは主に1コマ目を実篤と担当。
佐藤一彦（さとう かずひこ）
声 - 大鈴功起 / 浦和希
特権 生産属「爆破権」
権利 無し
杉並第二高校1年A組
16歳 男
勉強も運動もできないが、誰にでもフレンドリーで明るいのが取り柄。自己犠牲も厭わない勇敢さもある。通称いっぴこ。第1部では、後半で特権・爆破権を密かに取得し、皇帝を倒す最終作戦において発電所を破壊するために、仲間に後を託して至近距離で爆破し自爆する。第2部で、停止権によってまだ生きていることが判明。復活後は女王を倒すための大きな戦力となった。
8コマでは主に3コマ目のボケ担当。
国後依恋（くなしり えれん）
声 - 中島由貴
特権 無し
権利 許可属 ｢服従権｣
杉並第二高校2年A組
16歳 女
寂しがり・怖がりな反面、強がりで気が強い面もある。しかし戦いを通して強くなり、勇敢さを身につけた。多数欠により男が全員死んだ際に実篤が手にしていた権利封筒を開け、服従権を取得する。皇帝討伐作戦では一彦と共に発電所の停止作戦に臨む。
海藤美佳（かいどう みか）
声 - 佐藤恵
特権 変象属「共栄権」(第3部)
権利 なし
杉並第二高校2年A組
17歳 女
男性に対する憎悪が甚だしい。第1部では、序盤から行方不明となったが、実はポストを見つけて「男or女」という質問を投稿していた。それよって一度は世界中の男を全滅させたが、次の日の臣の質問により犠牲者は全員生き返ってしまう。その後改心する様子が無かったため、やむなく須藤が射殺した。第3部では、実篤たちの仲間となる。男に対する憎悪は、父親からの虐待、男子生徒からのいじめなどが原因。例外的に、実篤などの仲間, 10歳のおとなしい男の子(小指でミンチにできそうだから), バカップルの彼氏(彼女を身を挺して守ったからと思われる)などは平気なようである。また、性格の悪い男と対峙する時は、気性が荒くなり、要伏字用語を連発している。
入賀煉（いるが れん）
声 - KENN / 石川界人
特権 変象属「分割権」
権利 許可属「追跡権」
杉並第二高校2年D組
17歳 男
収容所出身者。問題児。鉄平の親友。人をくったような態度をしている。第1部では、自分を含む全人類の殲滅が目的で御堂と行動を共にしていたが、鉄平の遺言にこたえて、彼の正義を繋ぐ実篤に協力し、命令封筒を託した。皇帝が死んだ直後に、御堂を撃破した後行方をくらませた。第2部では八木橋、須藤と秘密裏に女王を挫くための作戦を立てており、女王サイドに潜入していた。収容所の特権の強制取得実験の担当であった四方天御稜に関しては、顔を見ただけでまともに戦える状態ではなくなるほどのトラウマがある。
須藤良平（すどう りょうへい）
声 - 笠間淳、漆山ゆうき（子供） / 野宮一範
特権 変象属「確保権」
権利 無し
杉並第二高校3年F組
17歳→18歳 男
八木橋とは親友でありライバル。全国学力模試1位。第1部では、飛躍した頭脳と強靭な精神力で皇帝に迫る上で、最大の功労者となった。陰嚢を特権のリスクにする精神力を持つ。幼少期に兄と父を事故で亡くし、その後は母と親友の八木橋のみが自身の理解者であった。第1部では、多数欠で母と八木橋を殺した皇帝を激しく憎み、自分の命がどうなろうと絶対に皇帝を倒すことを決意した。「現在の情報から数段上の発想をして仮定しそれをもとに考える」という仮定の力を扱い、通常では思い至らないような高度な推論を展開する。実篤に再び接触した際には皇帝と特権利についての考察を託し、チームに裏切り者がいることを示唆する。その後も、単独行動で情報収集と推理を進めていたが、御堂と遭遇した際に重傷を負い、多くの情報と皇帝討伐の願いを実篤たちに託して死亡し、篠崎によって埋葬される。第2部で、停止権によりまだ生きていることが判明。八木橋に発掘された後、ある医師によって治療され復活。その後はチームのブレインとして活躍する。非常に強い精神力のためインサニティにはならず、一瞬で復活する。二人称は基本的に苗字の呼び捨てだが、帝都医大で八木橋と共に法廷に送られた際一度だけ互いに「藤十郎」「良平」と下の名前で呼び合った。
8コマでは主にコマ目を八木橋と共に担当し、八木橋に質問をしている。
八木橋藤十郎（やぎはし とうじゅうろう）
声 - 小野大輔、佐藤はな（子供） / 原田友貴
特権 変象属「誘導権」
権利 変象属「停止権」
杉並第二高校3年B組
18歳 男
杉並第二高校の生徒会長。全国学力模試2位常連。須藤とは親友でありライバル。文武両道で人望も厚いが、どこかミステリアスな所がある。何を考えているのかなかなか読めない。第1部では、東京に住んでいなかったため試運転2日目に死んでしまうが、臣の活躍で実篤や龍太らと共に蘇生した。その後はチームのブレイン的役目を担う。仲間には明かしていなかったが、実は誘導権と停止権を所持していた。停止権をセットし、死んだと思われていた実篤, 沙綾, 須藤, 一彦を停止権を使い救っていた。皇帝討伐後は、しばらく行方不明となっていたが、一彦, 須藤の体を探し復活させながら、単独行動をとっていた。女王には仲間になる勧誘を受けていたが拒否し、睦月を捕縛して情報を吐かせたり、騎士, 璃莉を仲間へ引き入れるなど、女王の行動を妨害していく。須藤と同様非常に強い精神力のためインサニティにはならず、一瞬で復活する。如月麻里亜, 吉井鉄平, 柳陽翔とはいとこである。趣味で耐火マントを持ち歩き、趣味で医学を修める変人である。
アイコンプレゼント企画 第3位、キャラクター人気投票第2位、GANMA!総選挙(2018)第3位、GANMA!総選挙(2019)第1位など、数多くの企画で上位にランクインしている。
8コマでは主に7コマを須藤と共に担当し、人間を感じさせない発言をする。
篠崎宗太郎（しのざき そうたろう）
声 - 森嶋秀太
特権 変象属「視認権」
権利 無し
杉並第二高校 1年生情報処理教諭
27歳 男
収容所Gエリア出身者。普段はブレイン的な立ち位置で、チームに貢献しているが、空手の有段者で、純粋な肉弾戦では作中最強クラス。第1部では、実篤らを自分が生き残るために利用しようとしていた。須藤の言葉に目が覚め、仲間としてもう一度チームに戻ることを決意。第二部、第三部でも視認権で探索などの役割を果たす。高校生の頃、火事から救出した経験のある相馬からとても慕われている。
8コマでは主に6コマ目を担当。
相馬隼人（そうま はやと）
声 - 熊谷健太郎、小市眞琴（子供）
特権 生産属「現化権」
権利 無し
調理師専門学校1年
19歳 男
収容所Gエリア出身。幼少期、篠崎に命を救われて以降、篠崎を尊敬し慕っている。第1部では、篠崎と行動を共にするが、平気で仲間を裏切るようになってしまった篠崎を見て、昔の自分のヒーローだった篠崎に戻って欲しいと考え直し、実篤たちに合流しけじめをつける。その後は須藤の影響も受け改心した篠崎と共にチームに加入する。皇帝討伐後は、現化権をフル稼働して、ライフラインや食糧などの維持を一手に引き受けた。
護国鳳天寺暴麟丸(ごこくほうてんじ ぼうりんまる)
声 - 藍原ことみ / 宮川大河（作者・アニメ版）
特権 無し
権利 許可属「表示権」
板橋中央中学校2年2組
13歳 男
小学生のメンタルと、邪と闇をまといし厨二病。真の名はラッハツェルト・護国鳳天寺・ディ・ラ・森鴎外正宗・エル・暴麟丸・オブ・ザ・ダークネス。通称ごぼう。第1部では、篠崎に追われる一彦と臣を表示権によって篠崎を追い払う形で救う。その後は実篤らと行動を共にし、主に連絡担当として拠点に身を置き、仲間同士の情報共有に徹していた。皇帝討伐後は、皇帝のふりをして治安維持のために放送を続けていた。ところが、自らを皇帝と名乗っていたために女王に命を狙われることになる。皇帝討伐作戦、最終決戦ではいずれにおいても重要な役割を担っている。エロいことに関しても中学生らしい反応を見せる。声変わり前。口癖が独特。
8コマでは主に4コマ目を担当し、リア充への嫉妬や、厨二病を全開にしている。
鈴木理科（すずき りか）
声 - 青木志貴
特権 変象属「回避権」
権利 無し
自動車整備工場アルバイト
17歳 女
元ヤン。高校は1年生のときに素行不良で退学になった。第1部では、生きることにやっきになっており、質問権を奪取しようと臣に襲いかかるも防がれ、長生きしろと言われて我に返る。その後一色に特権を強制取得させられ左足を失うが、一色のことは大切に思っており一色を殺した入賀を恨んでいた。龍太を救う形で実篤たちと再会し、その後は命の恩人である臣についていく形で行動を共にする。皇帝討伐後は臣と龍太とともに東北地方へ向かった。第2部では、一か月の後東北地方から帰還し、再びチームの一員となる。臣の未来の妻。
一色美和（いっしき みわ）
声 - 前田玲奈
特権 許可属「再実行権」
権利 無し
セキュリティー会社 プラネタセキュリティ社員
33歳 女
収容所Gエリア出身。第1部では、御堂の命令を受けて多数欠が行われた直後に再実行権で多数欠を再実行した。殺意を持ってやったことは事実だが、彼女自身も酷く後悔していた。理科に特権を取得させ共に行動していたが、御堂に裏切られる。理科の回避権により死亡は免れるも下半身不随になった。裏切った御堂と入賀を殺してくれるよう実篤らに託すが、その直後に入賀に殺されてしまった。第3部では、プラネタの社長である城ヶ崎の呼び掛けにいち早く反応し、AEFに加入した。
御堂密（みどう ひそか）
声 - 津田健次郎
特権 許可属「相続権」
権利 変象属「透視権」
収容所元研究員
31歳 男
研究員という立場で得られる情報に加え、透視権により封筒の中身を透視したことで全特権利の内容を把握している。研究員の頃に、封筒の不正開封現場を成田実朝に見られる。実朝への口止めのための交渉で、いずれ生まれる“成功作”への対抗策となりうる特権利探しに協力させられたため、実篤の特権も知っていた。第1部では、実篤や皇帝までもを利用して、頂点への君臨を画策するも、最後の最後で入賀によって殺された。第3部では、相続権でマザー・ライトの機能の第1部を引き継ぎ(詳細不明)、第3皇帝となり、意識世界に法廷を開いている。御堂は自身の目的を｢666の特権利で新たな神になる事｣と表では言っているが、実際は「666の特権利を掌握し神を殺す事」。また、御堂自身が一度殺されて時間の巻き戻しにより生き返る、という状況も想定するシナリオの内の一つとして用意されていたらしく、未だに彼の思惑の大部分は謎のままである。頭脳は実篤を凌ぐほど優秀だが、実朝には敵わないと自覚している。不正開封時に実朝の交渉に応じたのも実朝の上を行く自信がなかったためである。第1部での｢絶望（ほんばん）の始まりだ｣という印象的なセリフへのからかいを初め、度々ネタにされている一面もある。臣の特権強制取得実験の際に立ち会っていた。
吉井鉄平（よしい てっぺい）
声 - 土屋神葉
特権 許可属「命令権」
権利 許可属「開示請求権」
高校2年生
16歳 男
収容所出身者。入賀の親友。正義感の塊のような少年だが、やや融通がきかず、抜けているところもある。最強の特権である命令権を保持している。しかし、その力を使うことは収容所の行いを認めるようなものだとして、命令権を収容所組織の破壊や、リスクの回復などに使うことはなかった。第1部では、盲目のため試運転1日目に死んでしまうが、命令権が誰の手にも渡らないよう「この便箋が無事である限り命令権は自身に帰属したままにする」という内容の便箋と4つの単純命令を書いた便箋(命令封筒)、合計5つの便箋を入賀に残していた。命令封筒の内容は、(2)｢死ね｣、(3)｢守れ｣、(4)｢壊せ｣、(5)｢愛せ｣であり、その後の物語でそれぞれ重要な役割を果たすことになる。如月麻里愛 ,柳陽翔とは生き別れの姉弟である。
柳陽翔（やなぎ はると）
声 - 寺崎裕香 / 村瀬歩（アニメ版）
特権 変象属「回収権」ほか多数
権利 許可属「更新権」ほか多数
小学6年生
12歳 男
初代皇帝。収容所VIPルーム出身。非正規にして真の第2部ヒロイン。元被験者であり、収容所にて当たりとされる回収権を取得した。第1部では、収容所で触れた人間の闇に怯え、理想の世界を作るために多数欠を開始し、人類を滅亡寸前に追い込んだ。回収権により死んだ保持者の特権利を回収、いくつもの特権利の複合により多数欠を行なっていた。実篤らの作戦により殺される。第2部では、女王の蘇生権によって蘇生し、女王の目的の達成のために共に行動する。自分も信用できる部下が欲しいと考え、甲斐と頼音を交渉権で配下にする（正確には頼音とは交渉が成立していない）。頼音は皇帝を騙しており実際は実篤側のスパイなのだが、皇帝は同じくらいの歳で、同じような境遇（嘘）の頼音を親友のように思うようになった。如月、鉄平とは兄姉である。
8コマでは主に5コマ目を騎士と共に担当。
二本柳周示（にほんやなぎ しゅうじ）
声 - 丹羽哲士 / 宮川大河（作者・アニメ版）
特権 無し
権利 許可属「優先権」
フリーター
21歳 男
通称煮しめ。臆病者。第1部では、後半に皇帝を倒す有志を募って呼び掛けた表示を見て、皇帝を倒すことを決意した有志組の一人。同じく有志組の一人である下村とともに桜田門の傀儡の陽動を担当する。皇帝討伐後は、ごぼうの片腕としてともに治安を守る。仲間想いであり、仲間のためなら自己犠牲も厭わないような性格であったが、イクサ、めぐる戦で自分も仲間から必要とされている存在であることを自覚し、これ以降このような考え方はしなくなっている。第3部では、央我の攻撃を受けて、軽度のインサニティとなった。仲間から「煮付け」と間違われたり、実際に読者からも「煮干し」と間違われたことがある。
8コマでは主に2コマ目をユルく担当。
蛯名光（えびな ひかり）
声 - 鈴代紗弓
特権 無し
権利 無し
人工特権 「阻害権」
大学1年生
19歳 女
有志組の1人。第1部では、吾妻と共に傀儡の陽動をしていた。第2部では、序盤において女王の情報を掴んでいることが分かるが、その直後に裏切ったと勘違いした平山によって殺される。その後、蘇生権により生き返り、嘉藤兄妹や平山と組んでいたことが判明。その3人と共に頼音や龍太と手を組み、女王を倒すことを目指す。
平山義明（ひらやま よしあき）
特権 変象属「固定権」
権利 無し
大学1年生
18歳 男
収容所Fエリア出身者。時折真顔で手段を選ばないところがある。行動力・運動能力・判断力など、総合的な能力が高い。第1部では、光を守るために傀儡を撃退していた。第2部では、女王配下の三権者補欠組であり、女王の「実験用構成員」の点呼を担当するなど、重要な役どころを任されていた。しかし、実際はスパイで光、嘉藤兄妹と手を組み、多数欠を行なっていた皇帝と女王の双方を倒して悪の根源を断とうとしていた。最初はごぼうたち現皇帝サイドが頼りないと思い相馬らを襲おうが、返り討ちに遭い、殺される。蘇生権で蘇生された後は光の提案により現皇帝サイドと手を組み、深見とともに女王討伐を目指す。
下村紅哉（しもむら こうや）
声 - 野津山幸宏
特権 無し
権利 変象属「転送権」（第3部）
公務員
25歳 男
元｢炎兵羅亜｣リーダー。有志組の一人。第1部では、陽動作戦の途中で皇帝の傀儡によって殺される。深見の先輩であり、タカトの教育がなってないと注意したりもしていた。肉弾戦にはそれなりに長けている。
吾妻誠(あがつま まこと)
声 - 上西哲平
特権 無し
権利 許可属「選択権」
高校3年生
17歳 男
有志組の一人。勉強が得意。第1部では、光とともに馬場崎門の傀儡の陽動をしていたが、傀儡により殺される。第3部では、女王に「頭がまわる」とその頭脳が評価された場面がある。
碓氷瑞樹（うすい みずき）
特権 変象属 ｢改築権｣
権利 無し
劇団の舞台美術
20歳 男
収容所Jエリア出身。常に自分を最も安全な場所に身を置くために行動する。元被験者だが研究協力員として収容所側へ引き抜かれた。改築権を使い収容所の大半を作った。第1部では、鳴動が運びきれなかった封筒を開け、「収容所制圧作戦に関する記録 決死隊全滅の報告」を読んだ。第3部では、世田谷区法廷でめぐるに尋問され、一時御堂サイドにつくが、その後に実篤サイドについた。
鳴動時哉（めいどう ときや）
特権 無し
権利 無し
家業も手伝う高校生
第1部では、保持者に襲われていたところを小笠原に助けられた。その恩返しのために、群青空孤児院へ封筒を運ぶ。が、その途中、謎の声に話しかけられて人のために生きていることを称賛された後、封筒を足元へ落として謎の光球に消える。
小笠原博邪（おがさわら ひろまさ）
特権 無し
権利 無し
収容所元研究員
収容所反旗メンバー。実朝の盟友。第1部では、20人のメンバーを引き連れて収容所制圧作戦を実行中、多数欠の試運転でメンバーが全滅し計画が瓦解した。その後、命を助けた鳴動に「収容所制圧作戦に関する記録 決死隊全滅の報告」の入った封筒を託し死亡する。コネが取り柄。
不死川悠利（しなずがわ ゆうり）
特権 不明
権利 不明
収容所元第1級研究員（幹部）
29歳 男
神名部牙（かなべ れお）
特権 不明
権利 不明
収容所元第1級研究員（幹部）
23歳 男

### 第2部
王野頼音（おうの らいおん）
声 - 熊谷俊輝、鈴木みのり（小1） / 梶裕貴（アニメ版）
特権 許可属 「偽証権」
権利 許可属 「共有権」
中学2年生
13歳→14歳 男
第2部の主人公。嘘が得意で、自分の信念と正義に沿って使いこなす。運動が苦手。その場その場の頭の回転は速いので、瞬発的な嘘は得意だが、じっくり考えるとミスが出ることも。時たま感情的になりやすい。第2部では、多数欠終了後の皇帝が前までの皇帝と別人であることに感づき、ごぼうらと接触する。その後は現皇帝を殺すと宣戦布告した女王を倒すためごぼうらと手を組む。中盤では、皇帝を欺き皇帝の配下・親友として女王勢力内部に潜入することに成功する（女王サイドには現皇帝サイドに潜入しているという形で、二重スパイをしていた）。初めこそ皇帝を激しく恨んでいたが、無邪気に親友のように接してくる陽翔に頼音の心は揺れうごく。絵が下手。
王野佳月（おうの かづき）
声 - 大野智敬、三宅麻理恵（小4）
特権 無し
権利 無し
高校2年生
17歳 男
頼音のいとこ。表面上は落ち着いて見えて、内心メラメラになるタイプ。ポジティブ思考。頼音の嘘を認めていてくれた一番の理解者であり親友。第1部では、多数欠の試運転1日目に死んでしまい、頼音が皇帝を強く恨む原因になった。第3部では、判明している特権利情報などをすべて記憶し、AEFのバックアップとなる。
深見傭平（ふかみ ようへい）
特権 許可属「譲渡権」
権利 無し
高校3年生
18歳 男
元「炎兵羅亜」のリーダー。根は仲間思いで男気がある。第2部では、廃病院を住処に生存者狩りをしていた。しかし睦月の襲撃でチームは壊滅し、仲間を裏切り、身代わりにして、自分だけ生き残る。そのことで女王を激しく恨み、同時に自分の選択についての罪の意識のような、後悔のような感情に苛まれ、女王を倒すことを決意する。
如月麻里亜（きさらぎ まりあ）
声 - 日笠陽子
特権 生産属「蘇生権」
権利 無し
教会のお手伝い
24歳 女
女王。子供好き。第2部では、多数欠終了から1ヶ月後に突如出現し、皇帝(ごぼう)抹殺を宣言した。自らは動かず部下を使った。蘇生した初代皇帝を味方につける。他人の特権利を入れ替えたり、死者を蘇生したりすることで、部下からの信頼を得ていた。特権利をこの世におろしたイタコだと思われていたが、実際のイタコはコウであり、彼女自身は無権者であった。最終決戦中には蘇生権を取得した。第3部では、女王軍総動員でAEFをサポートする。吉井鉄平 ,柳陽翔と実の兄弟で、八木橋のいとこ。
賀来戦（がらい いくさ）
声 - 石谷春貴
特権 変象属「水利権」→「発電権」
権利 変象属「調整権」→なし
18歳
元女王三権者。好戦的・挑戦的な性格で、自身と野心に溢れている戦闘狂。専ら「イクサ」とカタカナ表記で呼ばれることが多い。第2部では、女王に対して忠誠を誓っていた。好戦的な性格であり、新秩序の下での地位と権力のため女王・如月の配下となる。女王によって、3回特権の変更が行われた。第3部では、御堂サイドに付き、自身を騙した女王へ復讐をしたいと思っている。龍太に対しては「戦闘民族野郎」と呼び、一方的な因縁の関係を持っている。車やバイクが好き。
月岡めぐる（つきおか めぐる）
声 - 相羽あいな
特権 変象属 ｢交換権｣
権利 変象属 ｢複製権｣
16歳
元女王三権者。頭はさほど良くないが、比較的冷静。特権利の強力さに油断しがちなのが玉に傷。第2部では、命を救ってくれた女王を信頼していた。第3部では、戦同様に女王を恨んでいる。イクサとはかなり仲が悪かったが、最近は仲が良くなってきた。口癖は「ウザッ」
霧島輝（きりしま こう）
声 - 石川界人
特権 変象属「切断権」(第3部)
権利 許可属「監視権」(第3部)
教会のお手伝い
27歳 男
元女王三権者。マザー･ライトの製作者。収容所所長の霧島純一の息子。第2部では、女王の側近のような役割を担ったり、マザー・ライトから引き出した特権利を使い、数多くの有権者を始末した。第3部では、紐付けされていた特権利が2つだけだった。
嘉藤騎士（かとう ないと）
特権 変象属「破壊権」
権利 変象属「飛翔権」
小学3年生
9歳 男
元女王前線組のリーダー。双子の兄。圧倒的破壊力を持つ特権を所持しているものの、勝手気ままで頭がまったく回らないお子様。明るく、人懐っこい性格。第2部では、母親と璃莉を人質に取られて従っていたが、八木橋の策略により璃莉と共に女王の拠点から脱出。その後は頼音らと行動を共にする。女王のことは「ババア」と呼ぶ。
8コマまでは主に5コマ目を陽翔とともに担当し、陽翔に毒舌全開のツッコミを入れる。
嘉藤璃莉（かとう りり）
特権 許可属「設置権」
権利 無し
小学3年生
9歳 女
元女王前線組。双子の妹。やんちゃな兄より賢くてお利口で、健気でよく言いつけを守るしっかりとした少女。むしろこっちが姉っぽい。第2部では、設置権で罠をつくって兄の騎士とともに戦っていたが、騎士が八木橋に敗北したことに危機感を持った女王によって人質とされた。
睦月冬哉（むつき とうや）
特権 変象属「重力権」
権利 許可属「傍聴権」
さすらいの日雇い
18歳→19歳
収容所Fエリア出身。元女王前線組。女王に忠誠を誓った忠実な部下。第2部では、女王に忠実なしもべとなって、生存者の殲滅などを行っていた。しかし一彦と八木橋により捕まり、八木橋の誘導権と臣の拒否権により知っている情報を全て吐かされることとなった。その後爆破され死亡するが、蘇生権により蘇生。再び女王の忠実な部下として行動する。ちなみに八木橋の尋問の際に被解答権、服従権、優先権の権利3つの連携を意思でねじ伏せたかなり忠誠心の強い男。第3部でも女王に対する忠実さは揺らがず、ただ一人女王を「如月様」と呼び続けている。決め台詞は「デリートする」
セラフィエル(田之中権三郎《たのなか ごんざぶろう》)
声 - 白井悠介
特権 生産属「気象権｣
権利 無し
川口南教会の神父
30歳 男
神父にあるまじき筋肉で最強クラスの強さを誇る身長2m5cmの神父。脱ぐとすごい(筋肉が)。第2部では、住んでいる教会を女王の第2拠点として提供した。普段は目が曲線だが、本気になると開眼する。
葛西甲斐（かさい かい）
声 - 川島如恵留
特権 許可属  ｢抵当権｣ ほか多数
特権 生産属  ｢地上権｣ ほか多数
高校3年生
18歳 男
第2部では、初代皇帝の圧倒的な力を目の当たりにし、忠実な側近になることを決意し交渉権により右腕になった。第3部では、「必要とされる本物の側近」になるために御堂の右腕となっている。ただし、敵であるはずのリンネに対しては助言をしたりサインを求めるといった行動もしている。抵当権により複数個の特権利を保持している。

### 第3部
津川虎徹  (つがわ こてつ)
声 - 八代拓（アニメ版）
特権 無し
権利 無し
人工特権 変象属「支配権」
練馬台高校1年生
16歳 男
第3部主人公。体格の良い高校生で、練馬台高校では無敵らしい。突如目の前が真っ暗になり、穢土らと同様、皇帝と名乗る何者かに集められる。その後穢土の助けにより法廷から現実世界に戻ることに成功し、奏斗と共に多数欠の真実を知ろうとする。ケンカがとても強く，ある独自の流派の拳法で免許皆伝を授かっている。奏斗とは幼馴染で，奏斗がエスパーであることは理解している。9130円奏斗に借りている。
桜雷奏斗  (さくらい かなと)
声 - 本橋大輔（アニメ版）
特権 無し
権利 無し
人工権利 変象属「追加権」
練馬台高校1年生
16歳 男
虎徹の幼馴染であり、互いを理解し信頼しあう親友。めったに物事に興味を持たないが、虎徹の異変には気づいていた。現実世界に戻った虎徹から法廷での多数欠の話を聞き、虎徹に協力する。実はエスパーで予知能力を持っているが、自由に予知出来る訳ではなく、あくまで受信するだけと説明している。また、両親と離れる原因となったもう一つのエスパー能力であるサイコキネシスは、使わなければ両親がまた戻ってきてくれるのではないかという淡い希望から、一切使わずに過ごしていた。だが、虎徹を守るべくエスパー能力を解放した。
犬飼穢土  (いぬかい えど)
特権 無し
権利 無し
人工特権 許可属「先取特権」
高校2年生
16歳 男
真正の厨二病。田園調布などに豪邸を持つ金持ち。法廷に突然の皇帝からのメッセージにデスゲームだと考える。虎徹を善人だと判断し、手を組むこととなる。家はとても金持ちの家庭で別荘ですら豪邸である。法廷への被招集回数が多く計10回以上になるが、精神力が強くインサニティになっても2、3日で回復できる。そのため多数欠への考察はかなり進んでおり、インサニティ回復の条件や法廷での体の強さの違いの理由を自力で導き出していた。はじめ実篤サイドだったが後に御堂サイドのスパイと判明する。しかし「二重スパイの方がカッコイイ」とリンネに言われ実篤サイドに再度戻る。虎徹を「コテッツォ」、奏斗を「カーナート」、煮しめを「ニス・ウィーメ」、林を「リンネージュ・アヘポ」というように、他人を独特な渾名で呼ぶ。
林音音  (はやし ねね)
特権 変象属 ｢短縮権｣
権利 無し
大学1年生 シンガーソングライター
19歳 女
ビーバックス社に所属しリンネという芸名で活動している。事務所内でも鋼の精神で知られるほど精神力が強く、インサニティになっても1ヶ月〜2ヶ月程度で回復する。ちなみに犬飼を恋愛的に好んでいる。
工藤聡史  (くどう さとし)
特権 変象属「凍結権」
権利 無し
左官見習い
19歳 男
直感的でまっすぐ、かつバカ。バカップル♂。意外と熱い。
辻谷クロノ(つじたに クロノ)
特権 許可属 ｢遡及権｣
権利 許可属 ｢解析権｣
アメリカ出身で、収容所Gエリア出身の元被験者。篠崎と同じGエリアの出身ではあるが、篠崎らが入る前に収容所側に引き出されたため面識はない。特権利取得の際にリスクとして頭蓋骨を失うが、痛みから逃れたい一心で無意識に遡及権を使いリスクを無効にしている。名前は時間の神クロノスから。法廷（世田谷区）でセラフィエルたちと出会い、怪物の討伐に協力する。AEFとはその後再会し、メンバーの一員となる。
八高犬太（やだか けんた）
声 - 宮川大河（作者・アニメ版）
特権 回帰権
権利 不明
玄丞の孫であり、煮しめのバイトの後輩。煮しめを尊敬しており、非常に真面目な性格。煮しめからは｢凄い奴｣ ｢よくできた後輩｣と称賛されている。煮しめと共に法廷に送り込まれ、煮しめをかばい死亡、インサニティになる。その後自然治癒し、回帰権を取得してAEFの一員となる。
遠野天人（とおの たかと）
人工特権 遮断権他
多数欠の最中に作られた、深見をリーダーに置いた不良グループ、炎兵羅亜に所属していた1人。睦月に襲われた際死亡するが時間の巻き戻しにより生き返り，残っていた記憶を元にアジトとしていた病院へ行って，そこで多数欠の記憶が本物であると理解する。その後，世田谷区でのテロ情報をネットで漁っていた際に，島原雄吾からのメッセージを見つけて会いに行き，多数欠の全貌を知る。島原、実朝の研究の成果である5つの人工特権利を島原から託される。穢土からは「タカッティオ」と呼ばれている。
瀬塚浩司  (せづか こうじ)
特権 無し
権利 変象属「投与権」
17歳 男
まっすぐでアホ。辰久と付き合っている。高校を1年で中退し、辰久と一緒に暮らすために今年から働き始めた。愛称はコージ。攻撃されると勘違いをして、投与権で深見の口の中に本わさびをねじ込んだことから、わさびのイメージが強く、タカトからは「わさびマン(わさび大使)」、穢土からは「ワサ・ビィレル」と呼ばれている。(その後、アレックスにもわさびを投与した。)
岡本辰久  (おかもと たつひさ)
特権 変象属「擬人権」
権利 変象属「膨潤権」
高校3年生
18歳 男
浩司と付き合っている。愛称はたっちゃん。いつも抱いているアザラシのぬいぐるみ「ゴマ太郎」を擬人権を使い、擬人化した。
ゴマ太郎  (ゴマたろう)
広島産のアザラシのぬいぐるみが、擬人化した。膨潤権を使って、水で膨らんだり、その水を放出したり(アザラシキャノン)できる。あくまでぬいぐるみであるため、体力という概念はない。広島産のためか広島弁で話し、非常に怒りっぽい。
神埼アレックス  (かんざき アレックス)
特権 「従属権」
権利 無し
収容所Fエリア出身。ハーフ。
黒沢一馬(くろさわ かずま)
特権 許可属 ｢改竄権｣
権利 無し
碓氷と行動していた不良のような青年。特権 改竄権を行使して攻撃を防ぎ続けていた。篠崎に尋問された際碓氷に殺される。国産ヒジキと呼ばれていた。
四方天御稜(しほうてん みかど)
特権 許可属 ｢接続権｣
権利 許可属「拡張権」
元収容所第1級研究員
過去に須藤を治療した若き医師。特権 接続権を持っており，須藤らを法廷に接続した。御堂を利用しようとしている。元は収容所の人間で，入賀に特権を強制取得させる際彼の心臓を抉り取った為，四方天は彼のトラウマとなっている。
四方天央我 (しほうてん おうが)
声 - 増田俊樹（アニメ版）
特権 許可属 ｢通行権｣
権利 不明
物理戦担当。四方天御稜の弟で，御稜の接続権で法廷と現実世界を移動していた。
通行権で攻撃していることが多いが肉弾戦も得意であり、八木橋と須藤の奪還作戦の時は理科、深見、下村らを圧倒し，虎徹とも互角に渡り合う実力を見せた。
現実世界でも特権利を扱うことができる。また、何故か「生の実感を得ること」に固執している。
山田愛美莉愛（やまだ えみりあ）
特権 毒劇権(クローン)、水利権(オリジナル)
権利 使用権
御堂側の人間であり，睦月の特権利や出身を知る人物。小学生の頃は八木橋と須藤が通う塾で3位の成績を取るほど頭が良かった。高校2年で2人と再会するまでの間、全国模試で常に1位の須藤、2位の八木橋と同じ点差で3位を取り続けていたことが判明し、2人を愕然とさせる。半径30m以内の名前を知る権利を使える権利・使用権を持つ。作中では，睦月の傍聴権を駆使して女王勢の動向を調べている。また、政府指導のクローン人間でもあり、八木橋、須藤の思考トレースができる。
広瀬絢  (ひろせ あや)
特権利 無し
リンネと同じ芸能会社に所属するアイドルで、リンネの後輩。社長の依頼でリンネとともに法廷へ赴き、調査・情報収集に向かった。
城ヶ崎守(じょうがさき まもる)
特権利 無し
奏人のネット友達。ハンドルネームはぷにゅ丸。プラネタの社長で、最年少ハッカー。皇帝を倒すための同盟AEFをサポートする。人前では、全力で明るいキャラを演じており、いつもは暗い性格。
八高玄丞(やだか げんじょう)
特権利 無し
総資産400兆円超の八高財閥の総帥。八高犬太の祖父で一度法廷にも招集されている。犬太の事や被害拡大の防止のため、同盟AEFを結成する。
ルカラヴィ
特権　許可属「妨害権」
権利　不明
34歳
穢土の屋敷に務める使用人。本名は高橋だが、穢土にジジェルメフィア・聖アレクス・ル・カ・ラヴィという名前を付けられた。穢土経由で御堂側に付く。
潮章吾(うしお しょうご)
特権利 無し
35歳
総帝都医科大学病院の医師であり、四方天の同僚。犬太がインサニティで入院した際の主治医でもある。四方天から昇進と金をエサに唆され、御堂一派に加わる。ただし仲間にされた目的は四方天の帰還場所確保のためであり、最低限の情報しか知らされていないため、御堂たちのことや法廷のことは何も知らない。

## 特権利
特権利とは意識世界に存在する人間の欲望が形を持った、超能力のようなものである。特権利は1人1つの原則により、特権・権利はそれぞれ1つずつ取得できる。また、特権・権利は一度取得すると、原則、変更・破棄はできない。全部で666個存在することがわかっている。また、666個に含まれない人工特権利も存在している。
第1部から第2部になると、大量の特権利を所有していた皇帝の死により、マザーライトのクラウドに大量の特権利が追加される。第2部から第3部になると、特権利は｢最も使用した人間｣に『紐付け』されたと考えられている。

### 特権
特権は権利に比べてより強力な力で、許可属、変象属、生産属、そして例外の4つに分かれる。体の一部分をリスクとして支払う必要がある。特権を得る際に効果や使用条件などの説明がポップアップで表示される。

#### 【許可属】
許諾に関係する特権。特性は意思によって働くため、他属と違い腕次第での操作限界がない。
命令権
- 順位 ：許可属及び全特権利中 最強
- 能力 ：森羅万象すべてを自分の命令に従わせることができる。実行の可能不可能や、距離･範囲･数･状態に関わらず、必ず強制実行させる。命令口調であっても使う意思がなければ発動しない。
- 保持者：吉井鉄平
- リスク：両目の視力
- 備考 ：彼は収容所の与えた力である特権利は決して使わないという信念を持っていたため、彼自身が使うことはほぼ無かった。

拒否権
- 順位 ：許可属及び全特権利中 準最強
- 能力 ：相手の意思表示に対して拒絶する意思を示す宣言(断るなど)をすることで、自分主体での拒否を強制実行できる。一度拒否した効力は72時間持続する。
- 保持者：神臣
- リスク：右耳の聴力
- 備考 ：多数欠の実行を断ることも可能。被回答権と併せて使用されることが多かった。

譲渡権
- 順位 ：許可属 第3位
- 能力 ：様々な物･現象などを他人に強制譲渡できる。(知っている相手に限る)物体を譲渡すると瞬間移動のように相手にわたり、ダメージを譲渡すると自身の損傷は全て相手に移動する。
- 保持者：深見傭平
- リスク：右の腎臓
- 備考 ：指差しは不要、認識出来る範囲であれば射程距離に制限もなく、単独で譲渡権を防げるのは命令権と拒否権のみ。しかし、意識がハッキリと対象に向いてロックオンできるので、深見は指差し使用をしている。

交渉権
- 能力 ：交渉により絶対的なルールを決定する。交渉宣言から成立宣言までで提案･話し合いをし、決定･合意した場合は交渉は絶対的なものとなる。ただし、交渉したどちらかが死んだ場合は成立した交渉は無効になる。また、どちらかが死亡せずとも両者の同意があれば1度取り決めた交渉を破棄できる。
- 保持者：柳陽翔
- 取得方法：回収権
- 備考 ：多数欠において質問に強制力をもたせていた。実篤に親権を放棄させたり、頼音と甲斐を側近にしたりする際に使用していた。

抵当権
- 能力 ：対象と契約を交わし、相手か契約に違反した場合、担保を強制的に奪い取る。
- 保持者：葛西甲斐
- リスク：不明
- 備考 ：主に、無茶な契約をふっかけ、わざと違反させて相手の特権利を担保として奪う用途で使われる。これにより、多重保持が実現可能になる。また担保は持ち主へ返却することも可能である。拡張権によって強化されたときは、交渉なしに契約を成立させていた。

再実行権
- 能力 ：特定の情報処理や特権利の使用など物理現象でないものを再実行させる。実行条件を指定してセットする事も可能。
- 保持者：1部･･･一色、2部･･･コウ、3部･･･一色
- リスク：乳房(一色)
- 取得方法：マザーライトのクラウド使用(コウ)
- 備考 ：多数欠を再実行することで採決直後に2度目の多数欠を行わせた。(一色)過去に自身が使った特権利の引き出しを再実行することでマザーとの通信が途絶えてもいくつかの特権利を行使可能な状態にした。(コウ)｢接続ラインを誘致権で誘致し、接続権を使用しての移動｣についても再実行が可能。

偽証権
- 能力 ：触れている対象について証言した事を5秒間『嘘』にする。偽証できるのは1つの対象につき、1度に1つまで。生死以外の簡単な物理的変化を起こせる。
- 保持者：王野頼音
- リスク：左の腎臓
- 備考 ：物干し竿のような棒を「これはムチではない」と宣言することによりムチにするなどして使っていた。アニメ版では瓦礫を爆弾に、腕の重さを100トンにするなどの使い方もしており、許可属トップクラスの応用力を誇る。

相続権
- 能力 ：相手の生死に関わらず、所有の意思・所有権を失ったものを、その瞬間に相続する。物質の場合は手元に瞬間移動する。特権利を相続すると、特権利は1人1つの原則により、相続権は失う。
- 保持者：御堂
- リスク：左の腎臓
- 備考 ：回収権を手に入れられる特権利として、御堂が収容所にて透視権で見つけ、不正開封により取得したもの。御堂は多数欠の質問に必要なパソコンを相続しようとしたり、皇帝の死後に回収権を相続したりしていた。

解除権
- 能力 ：特権利の効果などを強制的に解除することができる。解除するには対象に接触する必要がある。
- 保持者：コウ
- 取得方法：マザーライトのクラウド使用
- 備考 ：触れることで入賀の空間分割を解除した。

抑制権
- 能力 ：対象の出力や速度を抑制・制限できる。
- 保持者：2部･･･コウ、3部･･･エネミー、甲斐
- リスク：マザーライトのクラウド使用
- 備考 ：分割権の出力や自身の落下速度に対して(コウ)、視認権と気象権の出力に対して(エネミー)、や誘導権の出力に対して(甲斐)使用された。

隔離権
- 能力 ：任意に境界線を作り、外界と隔離することができる。使用者が解除するまで内外が相互に干渉することはできない。
- 保持者：コウ
- 取得方法：マザーライトのクラウド使用
- 備考 ：入賀は概念分割により脱出に成功している。

議決権
- 能力 ：提出された選択肢で採決をすることができる。
- 保持者：柳陽翔
- 取得方法：回収権
- 備考 ：多数欠のベース。多数決もできる。

質問権
- 能力 ：不明
- 保持者：柳陽翔
- 取得方法：回収権
- 備考 ：多数欠で質問をするために使っていた。議決権とバッティングしたため自身では使用不可。

承認権
- 能力 ：対象に対して承認、非承認を強制的に取り決める事ができる。
- 保持者：柳陽翔
- 取得方法：回収権
- 備考 ：多数欠において質問の承認を行う。156話にて、四十万に対し｢ゲートの通過を承認しない｣という形で使用している。

除外権
- 能力 ：不明
- 保持者：柳陽翔
- 取得方法：回収権
- 備考 ：多数欠の対象から自身や傀儡を除外させるのに使用していた。

管理分配権
- 能力 ：不明
- 保持者：柳陽翔
- 取得方法：回収権
- 備考 ：特権利保持者が死亡した時、その特権利の回収が完了するまでの約2日の間、特権利を宙に浮かさずにそれぞれの保持者に留めていた。(ただし調整権と併用しないといけなかった。)また法廷世界において、勝利後の現実への強制送還までの時間をある程度引き伸ばしていた。

統制権
- 能力 ：対象を統制することができる。
- 保持者：柳陽翔
- 取得方法：回収権
- 備考 ：死体を統制し傀儡にする『皇帝の傀儡』(エンペラーズ・マリオネット)として使用。多数欠を取るのに使用していた。また更新権との組み合わせにより、『1分を10分に拡大する（＝本来の10分相当の時間をかけて時間が1分更新されるように統制を取る）』といった、間接的な時間制御もしていた。

委託権
- 能力 ：任意の対象に指定したものを委託することができる。
- 保持者：柳陽翔
- 取得方法：回収権
- 備考 ：多数欠においてライブラリ使用時に側近傀儡に質問を委託する。皇帝は製造権で作った義眼に両目の視力を委託することで、視力を得ていた。

通行権
- 能力 ：妨げられる事なく強制通行ができる。
- 保持者：2部･･･甲斐、3部･･･央我
- 取得方法：抵当権(甲斐)、不明(央我)
- 備考 ：弾き出した空気を強制通行させて周囲の空気を圧縮し衝撃波を生んでいた。(央我)使用者自身が壁などの潜行をしていた。(央我)

改竄権
- 能力 ：物事の性質に潜む諸数値を改竄し性質を変化できる。有効範囲は半径1m。
- 保持者：黒沢一馬
- リスク：不明
- 備考 ：林音音の超音波の周波数を下げて音波に変えたり、海藤美佳の鉄板投げを速度を落として防いでいた。

遡及権
- 能力 ：半径10m以内、かつ30秒以内の過去の事実を変更できる。
- 保持者：辻谷クロノ
- リスク：頭蓋骨(遡及権により回復済み)
- 備考 ：意思一つで発動可能なため、即死しなければ実質不死身。ただ、あくまでパラレルワールドの様なものでなく、遡及後は遡及前の記憶が残っている。

領土権
- 能力 ：半径200m以内の領土と、その上空100mにおいて自由なルール指定や変化指示を行える。自分が領土に接地していない場合は発動できないが、接地時に発動した効力は領土から離れても有効。
- 保持者：エネミー(スバル)
- 取得方法：不明
- 備考 ：爆撃や自身の飛行を行なっていた。

接続権
- 能力 ：情報・物理などを接続する。
- 保持者：四方天御稜
- 取得方法：不明
- 備考 ：異なる出入り口を接続して空間移動をしたり、切断された体を接続して治したり、パソコンをWi-Fiに接続できる。また、意識世界と人々の意識を接続させる“招集”や“転送”にも使用していた。さらに、拡張権と接続することで莫大な処理能力を発揮している。

妨害権
- 能力 ：情報・機能などを妨害できる。同時に妨害できる事象数は5まで。その代わり、効果範囲と継続リミットがない。
- 保持者：ルカラヴィ
- 取得方法：不明
- 備考 ：法廷での通信、命令権や表示権に対して使われた。

#### 従属権
- 能力：何かに付き従う従者になり、自動的に対象に着いて行くことができる。仲間を複数人引き連れることも可能。
- 保持者：神崎アレックス
- リスク：不明
- 備考：なし

#### 【変象属】
様々な変化や現象を起こすことができる特権。
分割権
- 順位 ：変象属 最強
- 能力 ：物理(範囲と指定)・性質・概念の3種類の分割を操れる。物理分割：物体を物理的に切断、分割する。最大数分割をすると、目視できないレベルで対象を粉々に切断できるが、最大数分割は範囲指定が少しでもズレると不発になる。性質分割：作中では100メートルを100分割し、1メートル歩くと100メートル先にワープする使い方や、温泉水の温度降下速度を分割し温度の低下を鈍化させていた。概念分割：空間分割により不可視の空間を作るほか、隔離権で隔離された際に「閉」を「才」と「門」に分割し、「門」を使用して隔離を防いだ。
- 保持者：入賀煉
- リスク：心臓
- 備考 ：応用範囲の広さやその高い出力で、物理戦ではほぼ無敵を誇る。隔離権、切断権の上位互換。

誘導権
- 順位 ：変象属 第2位
- 能力 ：物理的な動線を誘導できる。何かしらの物理的な力が働いていることが条件。例として重力、遠心力が挙げられる。原子レベルになると不可能。
- 保持者：八木橋
- リスク：右の腎臓
- 備考 ：地球上では基本的に重力がかかっている事を理解すれば、実質操り放題。また、誘導権は使用者本人の、物体に対する理解が深ければ深いほど出力が大きくなる。須藤の発言から、光学迷彩を施すことも可能であると思われる。

破壊権
- 順位 ：変象属 第3位
- 能力 ：任意の威力・範囲で物理破壊できる。最大出力では半径50mを一瞬で消し飛ばせるが、精密なコントロールが必要。
- 保持者：嘉藤騎士
- リスク：左の腎臓
- 備考 ：9歳の子供であるため、コントロールを上手くできない上、ポップアップの漢字もよく読めていなかったため、力を引き出し切れていない。(騎士)

融合権
- 能力 ：任意の物質と、原子レベルで融合･再構成･分離などができる。
- 保持者：一之瀬 龍太
- リスク：左腕(融合権により回復済み)
- 備考 ：主に、足にスプリングを生成したり、腕に剣を生成するなどして戦っていた。保持者の練度に比例して強力になるため、東北での修行後は扱いが格段にうまくなり、できることのレパートリーもかなり増えた。人体との融合も可能であるため、腕の欠損程度であれば死体の細胞と融合することで回復出来る。(龍太)

回避権
- 能力 ：自分に関わる『物理的損害』を完全回避できる。効果範囲は半径1~4mで、状況に応じて自動変化する。取得後は自動発動しっぱなしにできる。保持者が味方と意識している範囲内の者も回避権の対象となる。
- 保持者：鈴木理科
- リスク：右足
- 備考 ：落下によるダメージも回避できる。その際、落下直前に1度軽く浮いた後地面に着地する。ただし多数欠による死は回避出来ない。

重力権
- 能力 ：半径10m以内の、物体にかかる重力を変動させる。最大出力は1兆倍だが出力を上げるほど持続時間は短くなり、1兆倍だと0.5秒しかもたない。
- 保持者：睦月
- リスク：左肺
- 備考 ：最強クラスにも劣らぬ火力。自身にかかる重力をゼロにして浮遊する「ゼロ・グラビティ」という技も使用できる。ただし「重力を発生させる能力」ではなく「物体にかかる重力を変動させる能力」であるため、力の向きを操る特権である誘導権相手だと事実上無力になってしまう。

固定権
- 能力 ：物理・法則を固定できる。物理固定の射程範囲は、最大半径20m。《物理》人差し指で指差した対象を固定する。《法則》指差し指定した相手と任意の条件で契約を交わし、物理的では無いものを固定する。
- 保持者：平山
- リスク：膵臓
- 備考 ：特権利を法則固定することにより、相馬，深見らの特権を固定し、彼らが死んでも特権利がコウに渡らないようにしていた。また、騎士、璃莉、平山の特権利の所有権を法則固定した際は、平山が死んでも効果は継続していた。(平山)

視認権
- 能力 ：目に映る全てを、距離に関わらず自在に視ることができる。条件を指定・意識する事で、それだけを見る・見ないことも可能。遮蔽物があると見えないが，ガラスなどへのわずかな映り込みも拾ってたどることができる。
- 保持者：篠崎
- リスク：右眼
- 備考 ：常時発動型。右眼の義眼にも視力が発生している。

確保権
- 能力 ：所有物の｢残数｣を確保する特権。「残量」ではなく「残数」であり数えられる物を対象とするため、水や空気などの数えられない物や生命体は対象外。｢自分が所有する何か｣に入っていないと使えない。
- 保持者：須藤
- リスク：陰嚢
- 備考 ：拳銃の中の銃弾を確保して弾切れが起きないようにしたり，ポケットの中のビスケットを確保して食料を維持するなどして使っていた。

発電権
- 能力 ：空気中の電荷に働きかけて発電する特権。最大電圧は3万ボルト。
- 保持者：イクサ
- リスク：左の腎臓
- 備考 ：撃った電撃のスピードが速いので反射神経で避けるのは不可能だが、電撃を放つ前に一度手元でスパークするのに加え、1度に1ヶ所しか攻撃できないので、それを見極めれば軌道を予測することもできる。

交換権
- 能力 ：一度実物を見たことのあるものと自身の位置を交換することができる。あらかじめグルーピングすることで、同数であれば自分「たち」と入れ替えることもできる。効果範囲は最大30メートルであり、補助効果として対象との距離計測を行なうことができる。
- 保持者：めぐる
- リスク：左の腎臓
- 備考 ：あらかじめ目的の2地点間に複数の中継地点を一定間隔で置き、交換を繰り返すことで限界距離以上の距離でも瞬時に移動できる。

回収権
- 能力 ：管理分配権によって宙に浮いた特権利等も含む、指定した物を手元へ回収できる。ただし明確な所有権のある物は回収できず、1度に大量の物を回収する場合は数日程度の時間を要する。
- 保持者：柳 陽翔
- リスク：両目
- 備考 ：保持者が死に所有権のなくなった特権利や、味方の死体などを回収していた。特権利の回収先を自分に指定することで多重保持が可能になる。収容所が探していた「当たり」の特権がこれである。

領空境防衛権
- 能力 ：自分の周囲の｢領空｣の境界を物理防御できる。ただし、直接保持者に接した状態での攻撃、及び地中からの攻撃には適用されない。
- 保持者：柳 陽翔、コウ
- 取得方法：回収権、マザー
- 備考 ：回避権の下位互換。

切断権
- 能力 ：腕や脚を振った先にある物体を切断できる。通常は半径50m以内で最初に当たった物体しか切断出来ないが、意図すれば最大で半径500m以内の物体全切断が可能。
- 保持者：コウ
- 取得方法：マザーライトのクラウド使用
- 備考 ：篠崎、平山、深見らをこの特権により殺した。

合流権
- 能力 ：半径500m以内の1度認知したことのある対象のそばに瞬間移動できる。
- 保持者：コウ
- 取得方法：マザーライトのクラウド使用
- 備考 ：なし

貫通権
- 能力 ：使用者が物質やエネルギーの抵抗などを貫通することができる。
- 保持者：コウ、甲斐
- 取得方法：マザーライトのクラウド使用
- 備考 ：コウが使用した際は天井を貫通した後空中に浮かび上がる描写が見られるが、詳細は不明。貫通という名称が用いられているが、コウが使用する場面では周囲の物質を消し去るシーンが多々見られる。

設置権
- 能力 ：3段階発動であり、1段階目で相手の特権利を受け止めて保留、2段階目でそれを任意の場所に設置し、3段階目で保留してあった特権利を発現させる。攻撃を受けないよう保留し捨てたり、罠やカウンターとしても使用できる。既に発動した特権利を保留するため、設置した特権利の再発現時に、元の発動者や璃莉は特権利の発動条件を満たしている必要はない。最大同時保留数は10件。また、保持者以外に設置し、条件を満たせば設置された本人が保留した特権利を発現できる。
- 保持者：璃莉
- リスク：右の腎臓
- 備考 ：兄の騎士の破壊権を罠として発動させたり、蘇生権を味方に設置し、死ぬといつでも蘇生できるように使用していた。作中で許可属、変象属、生産属の特権を設置できたことから、ほぼ全ての特権利による攻撃も対応できる弱点のない至極強力な特権であると考えられる。

水利権
- 能力 ：水を手元に吸い寄せ、高速で放つことができる。
- 保持者：イクサ
- 取得方法：「儀式」(マザーライトのクラウド使用)
- 備考 ：コンクリートを破砕するほどの威力があるが、手動操縦のため単純な軌道の攻撃しかできず、一度何かに当たった水は再度手元に集めるまで操作できない。水を自分の周囲に集束させる事で、バリアのような使い方も出来る。

回帰権
- 能力 ：過去半年以内の任意の時点まで、物理状態を巻き戻せる。対象に直接触れなくても効力を発揮出来る。
- 保持者：コウ、八高犬太、須藤
- 取得方法：マザーライトのクラウド使用、法廷
- 備考 ：衣服の汚れや人体の損傷なども一瞬で元に戻している。死亡を巻き戻す場合は、死後1分以内で体の50%以上が残っている場合に限る。1度何かしらの攻撃を受けて10分前の状態に回帰したとしても10分後に攻撃の効果が現れる訳では無い。

隠匿権
- 能力 ：対象を効果範囲外から視認できなくすることができる。
- 保持者：収容所副所長、皇帝、コウ
- リスク：不明
- 備考 ：視認権による視認や、表示権による隠匿圏内の様子の、隠匿圏外の画面への表示も無効である。透視権ならうっすらと視ることができる。また表示権による文字等の表示自体は外からでも届く。収容所、皇帝の塔、拠点やマザーを隠すのに使っていた。

模倣権
- 能力 ：物事を模倣できる。
- 保持者：柳 陽翔
- 取得方法：回収権
- 備考 ：一本のナイフの動きを残りのすべてのナイフに模倣させたり、ゲームの技を模倣したりして使っていた。「創造者の指揮（クリエイター・コマンド）」など、特権利の行使を模倣することも可能なようである。

集積権
- 能力 ：不明
- 保持者：甲斐
- 取得方法：抵当権
- 備考 ：分割権により破壊されたビルの破片を入賀を中心に集積させていた。

復元権
- 能力 ：不明
- 保持者：柳 陽翔
- 取得方法：回収権
- 備考 ：回収権によって回収したものを元の状態に復帰させていた。

放出権
- 能力 ：不明
- 保持者：柳 陽翔
- 取得方法：回収権
- 備考 ：なし

浮上権
- 能力 ：不明
- 保持者：不明
- リスク：不明
- 備考 ：なし

改築権
- 能力 ：建物を自由に造り変える事ができる。ただし元になる建造物が2階建て以上かつ占有面積100 m2以上でないと作用しない。
- 保持者：碓氷 瑞樹
- リスク：不明
- 備考 ：収容所施設の大部分はこの特権で造られた。高速で建造物を変形させられることを利用した攻撃目的で使われる事が多い。

短縮権
- 能力 ：ものの性質を変化・短縮させる事ができる。
- 保持者：林 音音
- リスク：不明
- 備考 ：声の周波数を縮め、超高振動の特殊な超音波とする事で相手に攻撃することができる。臓器など、人体の一部をピンポイントに破壊する事が可能。本人は「サイレント・フレア」という技として使っている。

削減権
- 能力 ：半径2メートル以内の物質を原子に分解できる。
- 保持者：トイレにいた男、エネミー
- リスク：不明
- 備考 ：なし

共栄権
- 能力 ：自らの感じている感情の強さに比例して身体能力を強化することができる。感情の種類は関係しない。
- 保持者：海藤 美佳
- リスク：不明
- 備考 ：男に対する憤怒及び憎悪の感情が身体能力を爆発的に上昇させた。

先行権
- 能力 ：触れた物に遥かな時間経過を与えて灰化させたり老朽化させたりすることができる。自己の回復を先行しダメージを受けた体を一瞬で無傷にする事も可能。
- 保持者：四十万六
- リスク：不明
- 備考 ：物理的なもの全てに作用し、自己のダメージも応用で回復できるので、物理戦においての戦力は非常に高い。

凍結権
- 能力 ：物理的に氷結・凍結させる。凍結の仕方は、使用者のイメージ次第。最大射程範囲は30m、最大範囲は半径50mだが、熟練度が必要。
- 保持者：工藤 聡志
- リスク：不明
- 備考 ：なし

毒劇権
- 能力：自在な毒を作り出す事ができる。毒は可視の毒を散布するか対象に触れる事により発生させる事ができ、対象の一次接触者限定でその毒を伝染させることも可能。
- 保持者：山田 愛美莉愛
- リスク：不明
- 備考：拠点の場所を言うと発動する、声と意識だけを奪う、などと言った条件や特性をセットすることも可能。

采配権
- 能力：物体の位置情報にA地点からB地点へという形で指示を出すことで、直線的に移動させることができる。
- 保持者：守山
- リスク：不明
- 備考：自分の位置を指定すれば空中を移動することも出来る。誘導権と違い対象の現在地と移動先を指定して移動させているため、対象が動き回っていると移動が難しくなる。

風営権
- 能力：半径5m以内の男性の体の自由を奪うことができる。
- 保持者：佐々々木
- リスク：不明
- 備考：なし

#### 【生産属】
変象属を遥かにしのぐ現象を生産できる特権。生産属に限り特権の名前を宣言することが必要。さらに、体力を消費する必要がある(体力の消費量は特権の種類や出力によって異なる)。全666特権利中に1%程度しか存在しない稀有な特権である。
気象権
- 順位 ：生産属最強
- 能力 ：気象を自在に操ることができる。
- 保持者：セラフィエル(田之中権三郎)
- 取得方法：マザー・ライトのクラウド使用
- 備考 ：降雨や落雷のほかに、相手の攻撃を突風で防ぐ「局地的下降気流（マイクロバースト）」、大粒の雹を降らせて攻撃する「雹弾嵐舞（ヘイル・ストーム）」や、近づく相手をトルネードによって吹き飛ばしたりもしていた。使用者は気象権で生み出した事象によっては一切被害を受けない。気象操作を始めてから終了するまでで一回のカウントであり、一度の体力消費で好きなだけ気象操作ができるため、体力の燃費がかなりいい。しかし、気温や圧力を操り造る疑似太陽「灼星」など、出力がケタ違いの生産をした場合は「使用宣言」状態が強制解除される。

蘇生権
- 順位 ：生産属第2位
- 能力 ：死者を蘇生・復元させることができる。
- 保持者：コウ、如月
- 取得方法：マザー・ライトのクラウド使用
- 備考 ：2部のキーとなる特権の一つ。細胞1つでも残っていれば効果が発揮され、衣服などの装備品も多少でも肉体に残っていれば復活する。女王サイドはコウとセラフィエル以外全員この特権によって蘇生されたことがある。

現化権
- 順位 ：生産属第3位
- 能力 ：カードなどに描かれている絵や写真等を実体化することができる。
- 保持者：相馬 隼人
- リスク：右肺
- 備考 ：現化されるものの外見や能力には発動者の基本的な印象が反映され、細かな設定は関係しない。皇帝の死後の発電所の運用や，ごぼうらの食料の確保もすべてこの特権によってまかなっていた。体力の消費が激しく，片肺のない相馬では1日3回の現化が限界であった。使用回数のカウントは、絵や写真の現化一枚で一回。実際には現化というよりも神的降臨に近く，物理的法則は通用しない。

爆破権
- 能力 ：半径20m以内の任意の場所を爆破できる。
- 保持者：一彦
- リスク：左の腎臓
- 備考 ：爆発そのものは使用者には無効だが、爆発により生じた炎、煙、瓦礫などの二次的な被害は無効化できず、大規模な爆破は事実上の自爆になる。また爆破の規模と体力の消費量は比例し、威力によって1～20数回まで使用が可能。後に八木橋の指導によりメインの爆破を数回の細かい爆破の衝撃でピストルの様に前方に飛ばすという方法に変わり、より少ない体力消費で高威力の爆破を行えるようになった他、細かい爆破の応用で空中移動も可能になった。

地上権
- 能力 ：自分の所有地以外の土地に限り、その上に自在に建造物を創造することができる。
- 保持者：甲斐
- 取得方法：抵当権
- 備考 ：甲斐が最もよく使う特権。改築権と同様、高速で建造物を創造できることを利用した攻撃目的で使うことが多い。

製造権
- 能力 ：不明
- 保持者：柳 陽翔
- 取得方法：回収権
- 備考 ：リスクで失った両目の代わりとなる義眼や、皇帝の塔などを製造していた。　

#### 【例外】
許可属、変象属、生産属、のどれにも当てはまらない、ごく珍しい特権。
親権
- 能力：未成年者に対して、相手の顔を見て親を宣言することで対象は｢親｣に絶対に反抗できなくなり、持つ特権利の行使もすべて｢親｣が代替する。効果は対象が成人する、「親」が対象の親権を放棄するまで有効。「親」が死亡しても親権は放棄される。
- 保持者：成田実篤
- リスク：右の腎臓
- 備考：実朝が、いずれ生まれるであろう暴走した“成功作”への対抗手段として、実篤の幼児期に、本人に知らせず取得させていた。央我はこれを「未成年にとっては第2の命令権」と評している。また、「未成年」の定義は親権取得時点の民法に則るため、親権取得後に民法を改正して成人年齢を変更しても対象者は変化しない。

### 権利
特権ほどの力は無く、許可属、変象属に分かれる。体の一部をリスクに支払う必要がない。また、特権と違って力を得る時にポップアップ表示による説明があるものとないものがある。

#### 【許可属】
許諾に関する権利で、強い意志抵抗で無効化することが可能。
被回答権
臣の保持する権利。自分の質問に対して、相手に回答させる権利。物語中では主に拒否権へ繋げるための布石として使っていた。意思抵抗が有効であるが、発動までのスピードはトップクラスなため、初見では気づかず食らってしまうことが多い。
服従権
依恋の保持する権利。命令口調で相手に指示することにより、その通りの行動を取らせることができる。命令権とは違い、対象は人のみであり、意思抵抗が有効である。しかし発動までのスピードが速く、初見ではほぼ100％くらってしまうため、初見殺しとしては非常に強力。その特性から、二度目以降は抵抗されやすい。命令権と同様、発動させる意思がなければ、命令口調であっても発動しない。
優先権
煮しめの権利。指を指して指定した物事を優先させる権利。身の安全を優先、避雷を優先などして使っていた。許可属の権利のため意思抵抗で無効化はできるが、対象がわかりづらいため、すぐには抵抗されにくい。自分以外に使用する場合、対象を指差ししないといけない。2部の最終決戦時には、封筒の単純命令「壊せ」により権利と特権の区別及び力の限界を壊されて「超特権」となり、意思抵抗が効かなくなっていた。
共有権
頼音の権利。半径50m以内の人1人とテレパシーができる。応用すればハッタリで相手を操るようなことも可能だが、自分発信のテレパシーであるため思考の読み取りは出来ない。
表示権
ごぼうの権利。色々な情報などを各種画面に表示することができる。貴重な仲間同士の連絡手段となるだけではなく、要所要所で重要な役割を果たしており、皇帝討伐作戦の要となったり、皇帝討伐後、文明が崩壊した東京の治安を維持できたのも、この権利あってこそのものである。法廷攻略においても大いに活躍したが、過去の未来に飛ばされてからは妨害権によって不能となってしまった。表示が可能な情報の種類は、以下の4種類である。
- 自分が知っている情報
- 自分発信の情報
- 自分に会ったことがある相手に関する、自分が知らず、本人が知っている情報
- 自分の知らない情報で、ポップアップ表示時に相手が許可したもの

傍聴権
睦月の保持する権利。他人の様子や会話を、相手の許可・拒否を受けずに傍聴することができる。許可属の権利のため意思抵抗を受ける可能性がある。しかし、相手が傍聴権の存在を知らない場合、たとえ目の前で傍聴していても相手がそれを認識することはほぼ不可能であるため、意志抵抗はされにくい。
更新権
皇帝の保持する権利。状態や契約を更新する。状態の管理能力も付属しており、特権利の管理も行なうことができる。多数欠を実行するための要になる特権利のひとつ。
開示請求権
鉄平の保持する権利。行政機関の持つ情報を開示請求できる権利。許可、認可を必要とせず、即時入手が可能。ただ、保持者が吉井鉄平のため、使われたことは1度もないだろう。
監視権
コウが仲間の様子を見るために使用していた権利。離れた人物の様子を窺い知ることができ、死体に対しても有効。ただし、肉体が消滅して存在していない人物には無効。(実際に重力1兆倍に潰された睦月に対してのこの権利の使用は不可能だった。)最大同時監視人数は15人であり、事前に対象に会う事でフラグを立てる必要がある。
追跡権
入賀の権利。事前に発動条件を設定した上で対象にセットし、発動すると対象の居場所・位置を知ることができる。最大同時発動数は10。条件に合致すれば、対象の周囲半径1ｍ以内の別の対象を追跡対象にすることもできる。
選択権
有志募集の表示によって集まった有志組の1人、吾妻誠の権利。選択肢を出された時に自由に選択し、それを妨害されない権利。作者によると「（選択権の詳細は）第1部の多分5巻辺りで完全版としてエピソードが追加になると思う」とのこと。→第1部の5巻で、下村らとともに完全版としてエピソードが追加になった。
電波運用権
皇帝が保持していた権利。多数欠の放送を強制的に配信するのに使っていた。後に女王(実際にはコウ)に蘇生された時も、この電波運用権と、回収権だけは返してもらっている。
裁判補佐権
皇帝が保持していた権利。多数欠を実行するための要になる特権利のひとつ。詳細不明。
貸与権
甲斐が抵当権の担保として奪って保持していた権利。詳細不明。一部を除く全保持者から抵当権で奪った特権利をマザーに貸し出すという形で使用していた。
出版権
甲斐が抵当権の担保として奪って保持していた権利。詳細不明。
肖像権
第1部において封筒の状態で、御堂が透視権により中身を見ていた権利。詳細不明。御堂はこの権利を「別にいらないな」と言っていた。また作者によると、『作中で役に立たなそうな権利』を適当に見つくろっただけで、効果は特に考えていないとのこと。
解析権
辻谷クロノが持つ権利。使用者の目の前に画面が現れ、解析した結果が文章で表示される。解析可能対象は発動中の特権利のほか、デジタルデータや年代測定等も可能。
使用権
山田愛美莉愛が持つ権利。半径30m以内の名を知る権利をひとつ使える権利。一度に使えるのは一つ。使用中は本来の保持者は使用する事ができなくなる。30m以上離れると強制解除となる。地下の睦月の傍聴権を地上から使用し、女王勢の会話の盗聴に成功していた。さらには八木橋の持つ停止権を使用し停止権をセットした石を当てて八木橋を停止させた。
拡張権
四方天御稜が持つ権利。特性や能力を拡張する権利。本来は制限があるが、接続権により、拡張権と拡張権を接続という無限ループで、無限に処理能力を増大し、強大な効力を発揮できる状態となっている。

#### 【変象属】
様々な変化や現象を起こすことができる権利。特権ほどの強制力はない。
停止権
八木橋が女王に託された権利。事前に発動条件を決めてセットする時限式であり、発動すれば、対象から半径1m以内の動き･時間など、指定したものを停止させられる。一度の使用は最大で4件まで。この権利を使って八木橋は仲間を数多く助けてきた。本来は時間だけでなく様々な現象を停止させることができるが、作中ではほぼ時間停止のみに使用されていた。
飛翔権
騎士が保持する、跳躍と滞空を操る権利。地面や空中などを最大3回蹴り出して宙に跳び、30秒ほど滞空してから緩やかに強制降下する。滞空時間は調整不可。1蹴り最大1Omまで跳べる。3回跳躍すると着地するまで跳躍は無効になる。
調整権
もともとは皇帝の権利であったが、皇帝の死後にはイクサが取得することになった。温度や出力など、ものの状態を調整することが可能。皇帝は主に回収した死体の状態を調整するのに、イクサは特権の運用方法に幅を持たせるのに使用していた。
複製権
めぐるの持つ権利。目にしてから10秒以内のもの、現象などを50%〜80%の精度で複製することができる。オリジナルには必ず劣るが、使い方次第で非常に強力な武器になる。
透視権
御堂の保持する権利。物質･情報を透視する権利。物体を透かして見たり、言葉の裏に隠される真意を見透かすことができる。この権利により御堂は、収容所で封筒状態のすべての特権利の封筒を透視し、詳細に把握することができた。
侵食権
虎撤を襲った怪物が持っていた権利。発動時の物理変化を徐々に拡大・侵食する。怪物は爪で攻撃する際に、傷を広げるために使用した。
投与権
コージが法廷内で取得した権利。半径1m以内の物を、射程距離5m以内の相手の体内に投与できる。投与物は1度に1つ。投与可能な場所は口や傷などの開口部のみであり、その場所以上の大きさの物は投与出来ない。
転送権
下村紅哉が保持する権利。物体を任意の場所に転送(瞬間移動)させる。最大距離は半径15m、転送可能な物質は、最大直径2m、最大重量80kg。全部転送と一部転送があり、一部転送の場合は、5秒で転送状態が解除される。
掘削権
千代田区法廷にいた男が保持していた権利。地面を掘り進めることができる。
音響権
佐々々木が持つ権利。爆音・爆振を発生させる権利。
増産権
過去の未来に行った直後、虎徹たちに遭遇した一般人の一人が持っていた権利。発生する物体の量などを増やす権利。発煙筒の煙を増やし視界を遮っていた。
穿鑿権
過去の未来の秋葉原駅で深見を襲撃した帽子の男が持っていた権利。物体に穴を開ける権利。男は深見を指差して深見の胸部に穴を空けた。
膨潤権
辰久が法廷で取得した権利。対象物を水で膨らませる事ができる。擬人権で擬人化された辰久のぬいぐるみ「ゴマ太郎」をこの権利で膨らませることで、上に乗って海を渡った。

### 人工特権利
成田実朝と島原雄吾がマザーライトの再現実験で作り出した666個の特権利に含まれない新しい特権利。この特権利は特権と権利、2つのスロットを消費するため、他の特権利や人工特権利と同時に保持することは不可能である。また、通常の特権利とは違って自由に取り外しが可能であり、無権になったりほかの人工特権利と交換したりすることが可能。現在存在が確認されているのは、実朝、島原の開発した6個のみである。それぞれの人工特権利に固有のリストバンドがあり、その着脱で取得状態を操作できる。リストバンドの着脱から特権利の取得、解除までにはそれぞれ5秒のタイムラグが存在する。

#### 【許可属】
遮断権
遠野天人に託された人工特権のひとつであり、天人が最も使い慣れている特権。面の表と裏を完全に遮断する盾を自在に操り防御が可能。また、薄い盾は非常に鋭利な刃のようになっており、攻撃に使うことも可能である。生成する盾の最大直径は5mで、形状は三角～六角形。最大同時発動数は4枚。効果の限界距離は発動者から100mである。
撤回権
遠野天人に託された人工特権のひとつ。軍艦島突入時に紗綾が取得した。すでに起こってしまったことのうち、情報や特権利など物理的で無いものを撤回することができる。他人が対象の場合に限り、命令権・拒否権の効力の撤回も可能。
先取得権
遠野天人に託された人工特権のひとつ。軍艦島突入時に穢土が取得した。他人が受ける「何か」を自分が先に受けることができる。

#### 【変象属】
支配権
遠野天人に託された人工特権のひとつ。軍艦島突入時に虎徹が取得した。0時から24時の「1日」の間に3回まで、1回につき1秒間、自分という存在が万物を支配できる。これを利用して攻撃から身を守ったり、地面などを破壊することができる。めぐるを騙すために頼音がつくった架空の特権と同じ名前にもなっている。
追加権
遠野天人に託された人工権利。軍艦島突入時に奏斗が取得した。1つの対象に1つ特性・現象を追加することができ、同時に2つ以上の対象に追加することは出来ない。遮断権の盾の内の1枚に「不可視」特性を追加して使用していた。６つの人工特権利の中では唯一の“権利”である。
阻害権
成田実朝が単独で作成し、光へ託された人工特権。発動すると半径6メートル以内の特権利などを全て無効化する。妨害権の劣化版であり、味方の特権利までも無効化してしまうので使い勝手が悪い。

### リスク
特権を取得する際に代償として要求される、人体の一部の欠損。普段健康かつ必要な部位を選ぶ必要があり、毛髪や病気部位などは選べない。
特権利取得の経緯などにより収容所出身者、封筒取得者A、封筒取得者Bに分けられ、それぞれリスクの事情が違っている。
収容所出身者の場合
元特権利取得実験の被験者の為、都合の悪い部位を強制的にリスクにされている場合が多い（例:相馬の右肺、臣の右耳の聴力、クロノの頭蓋骨、柳の両目、平山の膵臓、篠崎の右目）。篠崎、平山、クロノのように取得した特権利によってリスクを事実上無効化している出身者もいる。
封筒取得者Aの場合
健康体だが、怪我などでもう使えないような場所をリスクにする場合。あまり時間が経つと「普段健康でない部位」と判断され選択出来ないため、怪我を負って直ぐに選ぶ必要がある。医者の少ない“過去の未来”では怪我の治療を兼ねる場合もある（例:龍太の右腕、理科の左足）。
封筒取得者Bの場合
健康体かつ怪我などがなく自由にリスクを選べる場合。リスクとして有効かつ支障の少ない片側の腎臓を選ぶ人が多い。須藤の場合は、急所を減らすため陰嚢をリスクに選んだ。

## 過去の多数欠

### 《第1部》
いずれも初代皇帝によって行われていた。
試運転1回目「今これを見ている YES or NO」
6月4日　場所・時間ランダムで表示
6月5日　0時に可決
結果　「NO」が多数派になり死亡
試運転2回目「東京に住む日本人 YES or NO」
6月6日　表示場所・時間の詳細不明
6月7日　0時に可決
結果　「NO」が多数派になり死亡
本番1回目「男 or 女」
6月8日　23時58分に表示
6月9日　0時に可決
結果　「男」が多数派になり死亡（多数欠に参加していないため臣は生存）
本番2回目「多数欠で生じた死者 or 生者」
6月9日　23時58分に表示
6月10日　0時に可決
結果　「多数欠で生じた死者」が多数派になり蘇生（皇帝の傀儡や皇帝の塔になった人間は多数欠に参加しないため蘇生しない）
本番3回目「今 東京都でこれを見ている YES or NO」
6月10日　0時5分に表示
6月10日　0時10分に可決
結果　「NO」が多数派になり死亡
本番4回目「満40歳 未満 or 以上」
6月10日　23時55分に表示
6月11日　0時10分に可決
結果　「以上」が多数派になり死亡

### 《第2部》
どちらも復活した初代皇帝によって行なわれた。
特例1回目「岡山県新見市に住んでいたことがある血液型RH-O型の男性 YES or NO」
6月22日　23時55分に表示
6月23日　0時に可決
結果　「NO」が多数派になり死亡（除外された女王軍・命令封筒(4)｢守れ｣で守られた偽皇帝勢力）
特例2回目「特権利を複数持っている YES or NO」
6月22日　初代皇帝から半径1km以内に表示
6月23日　表示直後に可決
結果　「NO」が多数派になり死亡（生存者は複数保持者の甲斐）

### 《第3部》
多数欠「12歳以下の男である YES or NO」
9月3日　初代皇帝によるオリジナルの多数欠
結果　「NO」が多数派になりインサニティ

## 過去の法廷
法廷名、日付、主要参加者、ルール、総参加人数、特権利取得数、結果、主要生存者(ミッションゲームは総生存者数と怪物数も)を記入。
練馬区法廷
9月1日　津川虎徹、犬飼穢土、林音音、八高玄丞
2択ゲーム「生きたい or 死にたい」　計5人
結果　「死にたい」を選択した犬飼穢土、林音音、ほか1人が多数派になりインサニティ
足立or荒川区法廷
9月2日　津川虎徹、桜雷奏斗、睦月冬哉
バトルゲーム　計7人
結果　ほか4人が死亡しインサニティ
川口市法廷
9月3日　柳陽翔
不明　計7人
結果　ルール説明前に初代皇帝が「12歳以下の男である YES or NO」で採った多数欠で多数派になり死亡したほか6人がインサニティ
法廷
9月4日　二本柳周示、八高犬太、海藤美佳、工藤聡史、寺島絵里奈、四方天央我
バトルゲーム　計7人
結果　八高犬太、寺島絵里奈、四方天央我、ほか1人が死亡。央我を除く三人がインサニティ
板橋区法廷(1)
9月5日　津川虎徹、桜雷奏斗、犬飼穢土、ごぼう
2択ゲーム「実家は都内 Yes or No」　計7人
結果　「Yes」を選択した犬飼穢土、ほか3人が多数派になりインサニティ
板橋区法廷(2)
9月5日　津川虎徹、桜雷奏斗、一ノ瀬龍太、嘉藤騎士
ミッションゲーム「制限時間30分以内に怪物のボスを倒す」　計11人
結果　生存者6人「津川虎徹、桜雷奏斗、一ノ瀬龍太、嘉藤騎士」
ミッションクリア　6／11人生存
千代田区法廷(特殊)
9月5日　八木橋藤十郎、須藤良平
多数欠「男 or 女」　計2人
結果　「男」の八木橋藤十郎、須藤良平が多数派になりインサニティ(ただしすぐに回復)
千代田区法廷(特殊・2)
9月5日~9月9日　八木橋藤十郎、須藤良平
ミッションゲーム「毎秒100体出現する巨大モンスターを全部で1億体倒す」　計2人
結果　閉廷条件達成不可のため強制閉廷
渋谷区法廷
9月6日　林音音、広瀬絢、四十万六
バトルゲーム　計13人
結果　四十万六、ほか6人が死亡しインサニティ
世田谷区法廷
9月7日　津川虎徹、桜雷奏斗、犬飼穢土、篠崎宗太郎、海藤美佳、林音音、碓氷瑞樹、黒沢一馬、セラフィエル、月岡めぐる、賀来戦、葛西甲斐、辻谷クロノ
ミッションゲーム「過半数死なずに怪物10体を全滅する」　計88万4115人
結果　生存者「津川虎徹、桜雷奏斗、犬飼穢土、篠崎宗太郎、海藤美佳、林音音、碓氷瑞樹、セラフィエル、月岡めぐる、賀来戦、葛西甲斐、辻谷クロノ」
ミッション失敗　残エネミー1体　44万0018／88万4115人生存　
葛飾区法廷
9月8日　AEF初出撃
ミッションゲーム「過半数死なずに怪物15体を全滅する」 計40万8919人
結果 AEF出撃メンバー全員生存
ミッションクリア　40万8887/40万8919人生存
台東区法廷
9月9日　AEF
ミッションゲーム「過半数死なずに怪物20体を全滅する」 計17万4505人
結果 AEF出撃メンバー全員生存
須藤良平、八木橋藤十郎 千代田区法廷から救出
ミッションクリア 13万1588/17万4505人生存
豊島区法廷
9月10日 AEF(煮しめ、ごぼう除く)
ミッションゲーム「過半数死なずに人間に擬態した怪物50体を全滅する or 封筒の残数がゼロになる」計4万9926人
結果 海藤美佳、入賀煉、林音々が死亡しインサニティ
ミッション失敗 残エネミー46体 1万9947/4万9926人生存
豊島区法廷→池袋区法廷(2)
9月10日 AEF(奏斗以外)
多数欠「今 池袋の法廷にいる YES or NO」計1万9946人
結果 一之瀬龍太、神臣、佐藤一彦、鈴木理科、篠崎宗太郎、相馬隼人、辻谷クロノ、津川虎徹、八木橋藤十郎含めた招集者全員が多数派に該当し、八木橋以外がインサニティ
(奏斗はスマホを落としたことで招集を回避、八木橋は帰還後即復活)
新宿区法廷
9月11日 AEF、女王軍
ミッションゲーム「生存者が半減せずに60体の擬態型怪物を全滅 or 特権利の在庫切れ」計35万1102人
帰還時、取得した特権利1つにつき1人のインサニティ患者を完治する
結果 平山義明、工藤聡志、八高犬太、神良樹、神有希、瀬塚浩司、岡本辰久、春日井留依、他2人有志が計11の特権利取得
ミッションクリア 33万9830/35万1102人生存
インサニティの11名、全員回復
千代田区法廷
9月12日 八高玄丞、城ヶ崎守、王野佳月を除くAEF全員、女王軍全員
ミッションゲーム「200体の怪物の全滅 or 特権利の封筒の残数ゼロ」計8万人以上(千代田区民+特権利保持者全員)
結果 AEF、女王軍全員生存
封筒全開封によりミッションクリア 残エネミー不明 そのまま「過去の未来」へ

## 用語

### 多数欠関連
多数欠
突如世界中で行われた、多数派が「欠ける」生き残りゲーム。
毎日午前0時に二択の質問が表示され、該当する人が多い方の選択肢に当てはまった人々が死ぬ。毎日都内の指定区域内のどこかにある青いポストか赤いパソコンから質問内容を投稿することができ、その中の一件をその日の質問内容として採用される。そのため生き残るには質問を投稿して自分が少数派になるような質問をする必要がある。特定の個人を指定する質問は採用されないが、結果的に該当する対象が一人になる質問であれば採用される。
実はこの多数欠は皇帝・柳 陽翔が議決権など複数の特権利を使って行っていた。
試運転
多数欠本番が始まる3日前、2日前に行われた、本番とは少しルールの異なった多数欠。
試運転1日目の質問は「今これを見ている YES or NO」試運転2日目は「東京都に住む日本人 YES or NO」であった。この2つの質問により世界中の人々の大半が死に、多数欠本番が開始された時までに生き残っていた人々は約100万人ほどしかいなかった。
多数欠セカンドステージ
御堂と入賀の投書により、多数欠のルールが改正された。これは今までは青いポストと赤いパソコンで質問の投稿ができたが、これからは赤いパソコンのみになるというもの。そして誰も質問を投稿しなかった日には多数欠を採らないというものであった。これは御堂が自分に有利になるように投書したものだったが、皇帝にとってもいい条件であったために採用された。
しかし実篤たちの努力によりパソコンは保守、第1部ではそれ以降多数欠が採られることは無かった。
多数欠サードステージ
第2部において頼音らが女王を倒すために行った作戦。実際の多数欠ではない。どこかにいる女王を殺すこと、倒すことのできた1人が生き残れるというルールを一般人に表示した。さらに東京を封鎖して東京とそれ以外との行き来をできなくすると表示し、女王の反応を伺う。
多数欠セルフステージ　“キラーゲーム”
第2部において皇帝が復活した後に行われた多数欠で、本来の目的は特権利の回収を進めるため。特権利保持者を殺し、最終的に特権利保持者殺害数が1番多かった人には身の安全の保証が、達成できなかった人たちには更なる悪夢が、とアナウンスしていた。
法廷
意識世界に設けられた、現実世界と似せて作られた第三皇帝のステージ。特定の場所にいる且つスマホを所持している者が突如意識を失い、法廷へ招集される。多数欠のルールとしては、多数派が死ぬと法廷から帰還できるということと死亡者はインサニティとなるということである。精神の強さと意識世界での強さは比例し、精神が強いと、インサニティにならず、なってもすぐに蘇生する。(例として、リンネは1ヶ月弱、穢土は3日程度で回復し、八木橋、須藤は閉廷後即復活する)ただし以前の法廷で負傷して罹患したインサニティが治癒する前に再度法廷に招集された場合、残った精神で法廷の肉体が構成されるため体力等が減った状態になる。
インサニティ
法廷での死者の末路。脈拍も体温も正常であるが、一切の思考力がなくなり「あー」など意味のない言葉しか発せなくなる。法廷とは意識世界であり、そこでの死は精神的に死ぬことを意味する。通常自然治癒には数週間から数ヶ月かかるが、精神力次第では短期間で復帰が可能。死ぬ事がなくとも、四肢欠損などの重傷を負うと軽度のインサニティを罹患して喋り方がおかしくなる。インサニティ患者を受け入れている病院は、四方天の務める帝都医大病院だけである。

### 収容所関連
収容所
千葉県と東京都の県境の地下100メートルに位置する円形の施設。地方の人たちを拉致、監禁して特権利を強制取得させていた。A〜Jの10エリアからなる。
その目的は被験者に「当たり」である回収権を引かせ、全特権利を回収させることにより全ての特権利を思いのままに支配することである。そのため回収権が出るまで被験者を拉致し、強制取得をさせ続けていた。
臣、篠崎、相馬、一色、鉄平、入賀らは2年前にあった被験者の大規模脱走事件の時にこの収容所から逃げてきていた収容所出身者である。(クロノと碓氷のみ脱走していない)
また、実篤の父・実朝や御堂はこの収容所の職員であった。
世界各国に同様の支部施設が存在することがわかっており、日本は取得実験、アメリカは特権利の使用実験、ロシアは政治・軍事への利用研究、イタリアは重要機密の保存と研究というように役割が分かれている。
皇帝
突如、全世界で多数欠を行った人物。正体は12歳の少年、柳陽翔であった。収容所に拉致、監禁されて特権利を強制取得させられる。「当たり」といわれる回収権を取得した。彼は、研究員たちのまるで自分が道具かのような扱いに絶望し、暴走を始める。
収容所にて小規模な初めての多数欠を行った後、全特権利の回収を目指して、全世界を対象にした“多数欠”が開かれる—
意識世界
特権利の生まれるもととなった、欲望や念をはじめとする人間のあらゆる“意識”が漂う世界。コウはイタコとなって、この世界に漂う人間の欲望を特権利という形にしてこの世に降ろした。
マザー・ライト
超時空間・構成干渉装置。コウが「神の呼び声」に応えて発明した、特権利を意識世界から引き出すことを可能とした装置である。何故かリンゴ、バナナ、イチジクのエキスで自己修復する。保持者が死んで一度意識世界に「浮いた」特権利も再び引き出すことができる。この装置で引き出した力を封筒に閉じ込めることにより特権利が作られた。神がコウはその特権利を、後に収容所の所長となる父親に渡している。

### その他

#### AEF（アンチ・エンペラー・フォース）
第三皇帝の開く法廷の脅威に対抗すべく、八高財閥総帥・八高玄丞のもとに組織された対皇帝同盟。八高玄丞、その補佐の城ヶ崎守と一色を核とし、リンネやクロノなどの財閥直属部隊とチーム杉並第二(スギニ)、頼音や虎徹・奏斗が所属している。基本的には実篤と紗綾が現実で司令塔となって作戦を主導し、法廷に乗り込んで被害を食い止める「法廷部隊」と現実での連絡や法廷部隊の身体の保護を行う「現実部隊」に分かれて行動している。なお一極集中による危険を避けるため、女王勢はAEFには所属していない。

## 書誌情報
2024年7月2日には1巻から6巻までのエピソードを編集・修正した完全版が発売された。
- 宮川大河 『多数欠』 マイクロマガジン〈マイクロマガジン・コミックス〉、全6巻
  1. 2015年1月30日発売[6]、ISBN 978-4-89637-492-6
  2. 2015年1月30日発売[7]、ISBN 978-4-89637-512-1
  3. 2016年2月29日発売[8]、ISBN 978-4-89637-685-2
  4. 2017年8月31日発売[9]、ISBN 978-4-89637-686-9
  5. 2019年8月30日発売[10]、ISBN 978-4-89637-914-3
  6. 2020年12月18日発売[11]、ISBN 978-4-86716-093-0
- 宮川大河 『多数欠 完全版』 マイクロマガジン〈ライドコミックス〉、全3巻
  1. 2024年7月2日発売[5][12]、ISBN 978-4-86716-597-3
  2. 2024年7月2日発売[5][13]、ISBN 978-4-86716-598-0
  3. 2024年7月2日発売[5][14]、ISBN 978-4-86716-599-7

## テレビアニメ
2024年7月から12月まで日本テレビほかにて連続2クールで放送された。

### スタッフ
- 原作 - 宮川大河[16]
- 監督・シリーズ構成 - 佐藤竜雄[16]
- アニメーションキャラクターデザイン - 林奈美[16]
- サブキャラクターデザイン - 小沼よしい、宮西多麻子
- プロップ・クリーチャーデザイン - 大河広行
- 副監督 - 濱崎徹[16]
- 美術設定 - 滝口勝久[16]
- 美術監督 - 鈴木大介[16]
- 色彩設定 - 長谷川美穂[16]
- 撮影監督 - 志村豪[16]
- 編集 - 松本秀治[16]
- デザインワークス - 山根裕二郎[16]
- CGディレクター - 後藤浩幸
- 音響監督 - 立石弥生[16]
- 音響効果 - 出雲範子[16]
- 音響制作 - チームカワドン[16]
- 音楽 - R・O・N[16]
- 音楽プロデューサー - 酒巻未緒、植田みのり、大谷夏永
- チーフプロデューサー - 中谷敏夫、大路菜央、末吉太平、冨谷昌義
- プロデューサー - 宮城雄大、吉尾宗太、曹聡、松枝和哉、広瀬拓也、飯塚洋平（第1期）→駒形匠（第2期）
- アニメーションプロデューサー - 高野健一
- アニメーション制作 - サテライト[16]
- 製作 - 多数欠製作委員会

### 主題歌
「エンペラータイム」
ビバラッシュによる第1クールオープニングテーマ。作詞は るいまる、作曲はパーミー、編曲はビバラッシュとGAK。
「GAME OVER」
弌誠による第1クールエンディングテーマ。作詞・作曲・編曲は弌誠。
「Fly Higher」
Travis Japanによる第2クールオープニングテーマ。作詞はTEEDA、作曲Erik LidbomとMasaki Tomiyama、編曲はMasaki Tomiyama。
「REASONS」
相羽あいなによる第2クールエンディングテーマ。作詞はRUCCA、作曲・編曲は藤井健太郎。

### 各話リスト
| 話数 | サブタイトル       | 脚本       | 絵コンテ        | 演出     | 作画監督                                                                                            | 総作画監督                                                         | 初放送日      |
| ---- | ------------------ | ---------- | --------------- | -------- | --------------------------------------------------------------------------------------------------- | ------------------------------------------------------------------ | ------------- |
| #01  | 明日               | 佐藤竜雄   | 佐藤竜雄        | 濱崎徹   | 小沼よしい 長坂寛治 金到暎 こうのけいこ 細田沙織                                                    | 林奈美                                                             | 2024年 7月3日 |
| #02  | 善意               | 佐藤竜雄   | 齋藤徳明        | 布施康之 | Kim Myeongsim Lee Seongjae 林奈美                                                                   | 小沼よしい 出野喜則 長坂寛治 宮西多麻子                            | 7月10日       |
| #03  | 動                 | 佐藤竜雄   | 外山草          | 外山草   | 泉坂つかさ 金到暎 黒澤浩美 こうのけいこ 長坂寛治 細田沙織 宮暁秀 森泉亜矢子                         | 小沼よしい 出野喜則 宮西多麻子 林奈美                              | 7月17日       |
| #04  | 転                 | 広田光毅   | もりたけし      | 則座誠   | Song Jin-Young Lee Sung-Jae 金到暎 泉坂つかさ                                                       | 長坂寛治 宮西多麻子 細田沙織 森泉亜矢子 小沼よしい 出野喜則 林奈美 | 7月24日       |
| #05  | 傍                 | 根元歳三   | 濱崎徹          | 霜島孝介 | 森泉亜矢子 猪爪多恵 金到暎 細田沙織 松本恵子 宮暁秀 玉谷朋香 黒澤浩美                               | 林奈美 小沼よしい 宮西多麻子 細田沙織                              | 8月14日       |
| #06  | 集結               | 望月真里子 | 竹谷徹平        | 布施康之 | Kim Myeongsim Lee Seongjae 森泉亜矢子                                                               | 林奈美 出野喜則 長坂寛治                                           | 8月21日       |
| #07  | 繋                 | 広田光毅   | もりたけし      | 吉本毅   | 金到暎 こうのけいこ 猪爪多恵 宮暁秀 細田沙織 泉坂つかさ 森泉亜矢子 玉谷朋香 長坂寛治                | 林奈美 小沼よしい 宮西多麻子                                       | 8月28日       |
| #08  | 作戦               | 根元歳三   | もりたけし      | 殿勝秀樹 | Song Jin-Young Kim Sung-Bum 森泉亜矢子                                                              | 林奈美 長坂寛治 出野喜則                                           | 9月4日        |
| #09  | 皇帝               | 根元歳三   | もりたけし      | 濱崎徹   | 猪爪多恵 金到暎 黒澤浩美 こうのけいこ 孙振亮 玉谷朋香 細田沙織 宮暁秀 森泉亜矢子 林珠銀             | 林奈美 小沼よしい 宮西多麻子                                       | 9月11日       |
| #10  | 結                 | 佐藤竜雄   | 熊野千尋        | 布施康之 | Kim Myeongsim Lee Seongjae                                                                          | 長坂寛治 出野喜則 小沼よしい 林奈美                                | 9月18日       |
| #11  | 胎動               | 佐藤竜雄   | 濱崎徹          | 則座誠   | 長坂寛治 金到暎 こうのけいこ 玉谷朋香 細田沙織 宮暁秀 森泉亜矢子 孙振亮                             | 長坂寛治 出野喜則 小沼よしい 林奈美                                | 9月25日       |
| #12  | 要                 | 広田光毅   | 齋藤徳明        | 霜島孝介 | 宮暁秀 森悦史 外山陽介 孙振亮 服部一郎                                                              | 林奈美 宮西多麻子 長坂寛治                                         | 10月2日       |
| #13  | 衝撃               | 広田光毅   | 熊野千尋        | 殿勝秀樹 | Song Jinyeong Lee Seongjae Kim Suho Jang Sangmi Kim Sungbum 林珠銀                                  | 林奈美 小沼よしい 宮西多麻子 長坂寛治 出野喜則                     | 10月9日       |
| #14  | 嘘                 | 根元歳三   | もりたけし      | 布施康之 | Song Jin-young Lee Sung-Jae 宮暁秀 毛缟斑                                                           | 林奈美 出野喜則 長坂寛治 宮西多麻子                                | 10月16日      |
| #15  | 尋問               | 望月真里子 | もりたけし      | 外山草   | 細田沙織 北川知子 林珠銀 猪爪多恵 玉谷朋香 宮暁秀 竹森由加 孙振亮 毛缟斑 王渝                       | 林奈美 森泉亜矢子 宮西多麻子 長坂寛治                              | 10月23日      |
| #16  | 仲間               | 望月真里子 | 齋藤徳明        | 殿勝秀樹 | Kim Myeongsim Song Jinyeong Kim Suho                                                                | 長坂寛治 林奈美 小沼よしい                                         | 10月30日      |
| #17  | シナリオ           | 根元歳三   | 熊野千尋        | 霜島孝介 | 玉谷朋香 こうのけいこ 金到暎 森泉亜矢子 細田沙織 猪爪多恵 林珠銀 森悦史 玉谷朋香 孙振亮 王渝 毛缟斑 | 林奈美 宮西多麻子 出野喜則                                         | 11月6日       |
| #18  | 暗躍               | 広田光毅   | もりたけし      | 布施康之 | Kim Myeongsim Song Jinyeong Kim Suho Lee Seongjae 泉坂つかさ 北川知子 森泉亜矢子 林珠銀 毛缟斑      | 林奈美 小沼よしい 出野喜則 長坂寛治                                | 11月13日      |
| #19  | 無邪気             | 望月真里子 | もりたけし      | 吉本毅   | 北川知子 瀧澤茉夕 玉谷朋香 林珠銀 孙振亮 王渝 毛缟斑 黒澤浩美                                       | 林奈美 小沼よしい 出野喜則 長坂寛治 細田沙織 宮西多麻子 森泉亜矢子 | 11月20日      |
| #20  | 忠誠               | 広田光毅   | もりたけし      | 浜崎徹   | Song Jinyoung Kim Myeongsim Kim Seongbeom 北川知子 こうのけいこ 宮暁秀 林珠銀 王渝 毛缟斑           | 小沼よしい 長坂寛治 林奈美 宮西多麻子 森泉亜矢子                   | 11月27日      |
| #21  | 運命、あるいは奇跡 | 根元歳三   | 齋藤徳明        | 霜島孝介 | 玉谷朋香 森悦史 金到暎 こうのけいこ 瀧澤茉夕 猪爪多恵 玉里栄二 林珠銀 孙振亮 Kim Suho               | 林奈美 宮西多麻子 長坂寛治 細田沙織 出野喜則                       | 12月4日       |
| #22  | 特攻戦線           | 根元歳三   | 熊野千尋        | 布施康之 | Kim Myeongsim Song Jinyeong Kim Suho 孙振亮 金到暎 こうのけいこ 瀧澤茉夕 森泉亜矢子 林珠銀 北川知子 | 林奈美 小沼よしい 出野喜則 長坂寛治 宮西多麻子                     | 12月11日      |
| #23  | 決戦               | 望月真里子 | もりたけし      | 濱崎徹   | 猪爪多恵 玉谷朋香 北川知子 宮暁秀 林珠銀 黒澤浩美 孙振亮 毛缟斑 王渝 张曦萦                         | 林奈美 宮西多麻子 小沼よしい 長坂寛治                              | 12月18日      |
| #24  | 光の指す方へと     | 佐藤竜雄   | 外山草 佐藤竜雄 | 外山草   | 泉坂つかさ 猪爪多恵 北川知子 金到暎 玉谷朋香 瀧澤茉夕 細田沙織 森泉亜矢子 林珠銀 孙振亮 梦润        | 林奈美 小沼よしい 出野喜則 長坂寛治 宮西多麻子                     | 12月25日      |

### 放送局
| 放送期間                | 放送時間                     | 放送局     | 対象地域   | 備考                                       |
| ----------------------- | ---------------------------- | ---------- | ---------- | ------------------------------------------ |
| 2024年7月3日 - 12月25日 | 水曜 1:59 - 2:29（火曜深夜） | 日本テレビ | 関東広域圏 | 製作参加 /『AnichU』枠                     |
| 2024年7月4日 - 12月26日 | 木曜 0:00 - 0:30（水曜深夜） | BS日テレ   | 日本全域   | 製作参加 / BS放送 / 『アニメにむちゅ〜』枠 |
|                         | 木曜 1:24 - 1:54（水曜深夜） | 青森放送   | 青森県     | 製作参加                                   |
|                         | 木曜 22:30 - 23:00           | AT-X       | 日本全域   | CS放送 / 字幕放送 / リピート放送あり       |

| 配信開始日   | 配信時間                   | 配信サイト | 備考                           |
| ------------ | -------------------------- | --- | ------------------------------ |
| 2024年7月3日 | 水曜 2:30（火曜深夜） 更新 | dアニメストア Hulu | 初回は水曜2:45（火曜深夜）更新 |
| 2024年7月8日 | 月曜 2:30（日曜深夜） 更新 | ABEMA Amazon Prime Video Netflix DMM TV FOD Lemino SPOOX アニメタイムズ U-NEXT アニメ放題 バンダイチャンネル AnimeFesta Rakuten TV クランクイン!ビデオ Google Play 日テレ無料 Tver |                                |
|              | 月曜 12:00 更新            | HAPPY!動画 |                                |
| 2024年7月9日 | 火曜 0:00（月曜深夜） 更新 | J:COM STREAM milplus TELASA |                                |
|              | 火曜 12:00 更新            | ムービーフルPlus |                                |

### CD
| 発売日        | タイトル                                        | 規格品番   |
| ------------- | ----------------------------------------------- | ---------- |
| 2024年8月21日 | TVアニメ「多数欠」 オリジナル・サウンドトラック | VPCG-83568 |

### BD
| 巻 | 発売日        | 収録話          | 規格品番   |
| -- | ------------- | --------------- | ---------- |
| 上 | 2025年3月26日 | 第1話 - 第10話  | VPXY-75194 |
| 下 | 2025年6月18日 | 第11話 - 第24話 | VPXY-75195 |

| 日本テレビ 『AnichU』後半枠 | 日本テレビ 『AnichU』後半枠        | 日本テレビ 『AnichU』後半枠 |
| 前番組 | 番組名                             | 次番組                      |
| --- | ---------------------------------- | --------------------------- |
| EDENS ZERO（第1期） （2022年10月5日 - 12月21日） ※再放送 【2023年1月以降は30分繰り上げて継続】 【2023年1月 - 2024年6月は枠廃止】 | 多数欠 （2024年7月3日 - 12月25日） | -                           |
| 日本テレビ 水曜 1:59 - 2:29（火曜深夜）                                                                                          |                                    |                             |
| BONES -骨は語る- | 多数欠 （2024年7月3日 - 12月25日） | FUN！FUN！FANTASTICS 傑作選 |

## メディアミックス

### アニメ
- PVアニメ「多数欠」（マイクロマガジン）
- 「多数欠」（GANMA!、クラウドファンディング）

オリジナルアニメーション製作のためのクラウドファンディングが2020年3月6日から5月10日まで実施され、8,000,000円の目標金額に対し最終的に1,935人の支援者による支援総額は15,233,238円、190%の達成率になった。

### ドラマCD
- ドラマCD「多数欠」（マイクロマガジン）

### ゲーム
- 「多数欠 ur STORY」（スマートフォン向け位置情報ゲーム）

### コラボ
- エポスカード（2020年発行）

## 受賞歴
- 2017年、「100万人が選ぶ 本当に面白いWEBコミックはこれだ！2018」オトコ編3位、オンナ編20位[25]。
- 2019年、AnimeJapan「アニメ化してほしいマンガランキング」2位[26]。
- 2020年、AnimeJapan「アニメ化してほしいマンガランキング」7位。